# Літні Олімпійські ігри 1908
Літні Олімпійські ігри 1908 року, або IV літні Олімпійські ігри  (англ. Games of the IV Olympiad; фр. Jeux de la IVe Olympiade) — міжнародне спортивне змагання, яке проходило під егідою Міжнародного олімпійського комітету (МОК) в Лондоні з 27 квітня по 31 жовтня 1908 року. Це була перша з трьох Олімпіад, проведених у Лондоні (інші відбулися у 1948 та 2012 роках), а також найдовша за тривалістю за всю історію їхнього проведення.
1904 року право приймати захід отримав Рим, але через вибух вулкана Везувій у 1906 році та політичні інтриги Національний олімпійський комітет Італії був вимушений відмовитися від задуму. Найбільше бажання провести Олімпіаду виявив Лондон, тож у кінці того ж року оголошено про перенесення Олімпіади до столиці Британської імперії. Передові в організації спортивних змагань, британці ретельно розробили регламент і правила окремих турнірів й розіслали їх країнам-учасницям. Король Едуард VII дав дозвіл провести Олімпіаду лише за умови відсутності державного фінансування, тож було укладено угоду з керівництвом Франко-британської виставки, яка покрила витрати на будівництво стадіону, надала територію для проведення, а за це одержала частину виторгу від продажу квитків на змагання.
Церемонія відкриття, під час якої вперше в історії Олімпійських ігор спортсмени з країн-учасниць пройшли парадом, відбулася 13 липня, хоча деякі змагання розпочалися ще 27 квітня. Починаючи з відкриття і протягом всієї Олімпіади тривали скандали, що насамперед стосувалися американо-британського протистояння: обидві країни претендували на першість у світовій політиці та використовували спорт, аби довести свою вищість. Проблемою була й низька відвідуваність стадіону на початку ігор через дорожнечу квитків. Проте байдужість до ігор швидко зникла, а скандали та яскраві події, як-от допомога суддів марафонцю Дорандо П'єтрі, зіграли на руку організаторам, адже газети, описуючи їх, активно рекламували саму Олімпіаду.
Участь в Олімпійських іграх взяли представники 22 країн — 2008 чоловіків і 37 жінок. Левову частку виставила країна-господарка — 736. Учасники змагались у 23 видах спорту, розіграно 110 комплектів медалей. Перемогу у неофіційному медальному заліку здобула Велика Британія, котра здобула 56 золотих медалей. На другому місці розмістилась команда США — 23 золоті медалі. На третьому — Швеція з вісьмома найвищими нагородами. Загалом хоча би одну медаль здобуло 19 країн.
Перші лондонські олімпійські ігри відіграли важливу роль в утвердженні олімпійського руху у світі, підупалого через неуспішність двох попередніх Олімпіад. Були задані стандарти організації для наступних ігор, як-от побудова стадіону, надання права виступати на змаганнях у складі суто національної, а не клубної команди, та нагородження повним комплектом нагород (золото, срібло, бронза). Також у Лондоні вперше прозвучала легендарна фраза «Важливіше взяти участь, ніж перемогти» та уперше відбулися змагання у зимових видах спорту. 

## Вибір міста

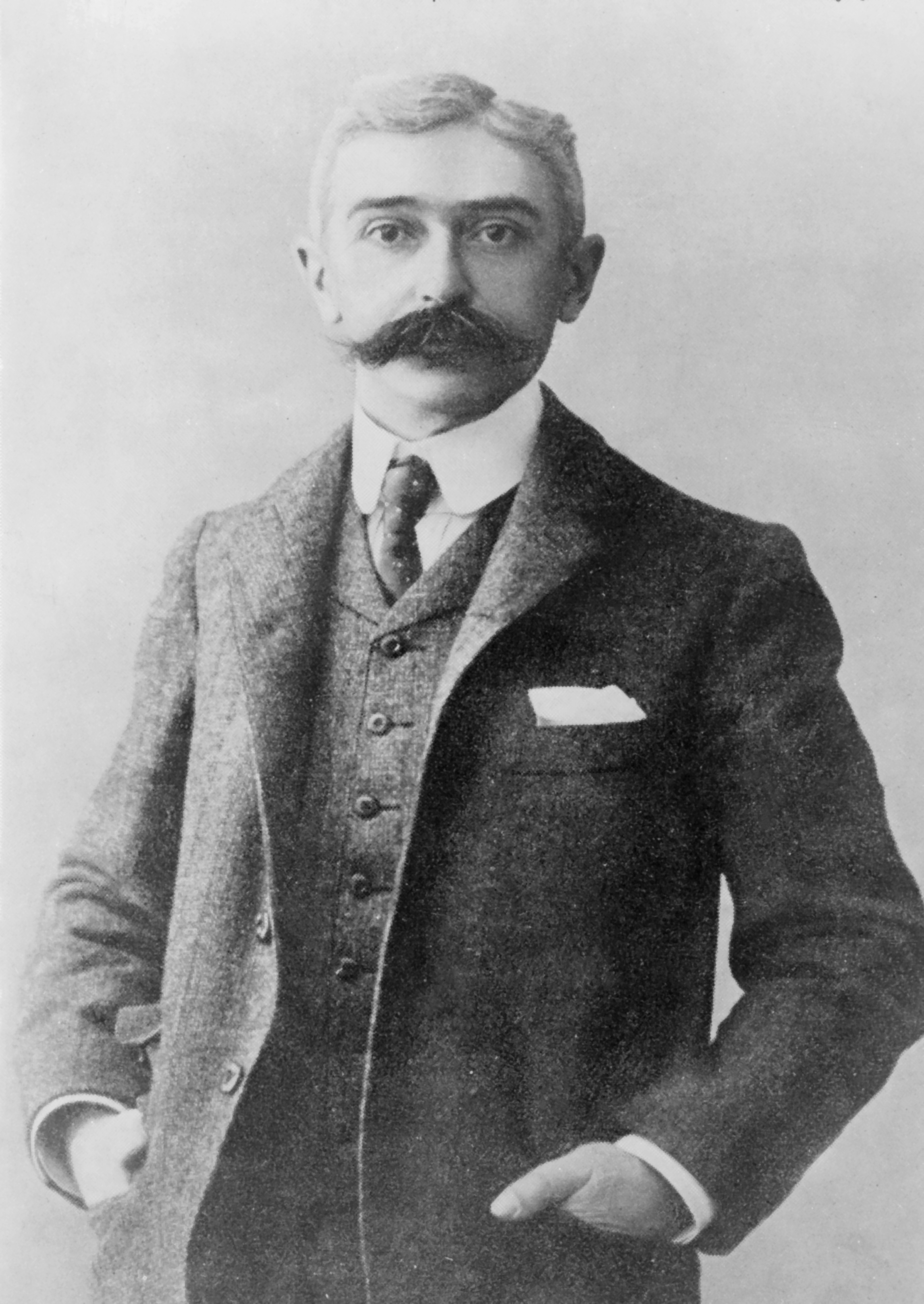
П'єр де Кубертен особливо сильно підтримував кандидатуру Рима

Олімпіада 1908 року могла пройти не в Лондоні, адже спочатку місто не входило до списку кандидатів. За право провести спортивний захід змагалися три інші міста: Берлін, Рим та Мілан.
Німецька сторона оголосила про бажання провести Олімпіаду ще в 1901 році на IV сесії МОКу в Парижі. Італійська сторона подала заявку ще 1903 році. Від самого початку президент МОКу П'єр де Кубертен повністю підтримував кандидатуру Риму. Опісля невдалих Олімпіад у Парижі та Сент-Луїсі, йому необхідно було підняти престиж змагань в очах світу, і місто, яке було столицею античного світу, могло забезпечити такий ефект. Ідея проведення змагань в столиці Італії мала міцну підтримку і серед впливових людей країни: папи Пія X, короля Віктора Емануїла III, мера Рима Просперо Колонна. Заявка Берліна програвала, ба більше, у місті був відсутній належний стадіон, а жодних чітких гарантій щодо його будівництва німецька сторона надати не могла. 22 червня 1904 року на VI сесії МОКу в Лондоні вирішили, що містом-господарем Олімпіади 1908 року буде Рим, німецькій стороні пообіцяли надати право на проведення Олімпіади 1912 року.
Проте Риму не судилося прийняти Олімпіаду. 4 квітня 1906 року поблизу Неаполя сталося потужне виверження Везувію, яке призвело до тяжких руйнацій. Італійська влада змушена була направити кошти, які мали б піти на організацію ігор, на відновлення доброустрою, і вирішила офіційно відмовитися від олімпійського задуму. Про це оголосили під час проведення позачергових Олімпійських ігор 1906 року в Афінах.

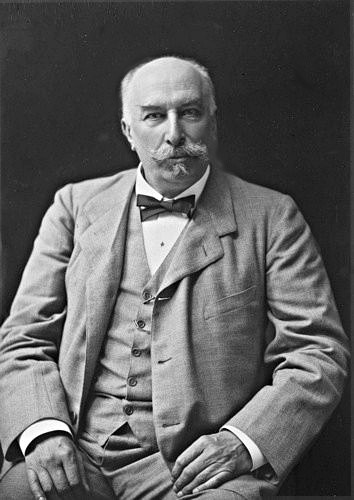
Основний противник проведення Олімпіади в Римі — Джованні Джолітті

Існує інша, неофіційна версія відмови Риму. Окрім потужної підтримки, в Італії існував не менш потужний спротив щодо проведення змагань. Основною фігурою, яка була проти проведення ігор, був прем'єр-міністр Італії Джованні Джолітті. Він планував декілька амбітних проєктів, таких як будівництво Симплону та акведука в Апулії, що мали б зміцнити його політичний вплив. Проєкти потребували великих коштів, яких могло б і не вистачити, якби їх  витрачали ще й на Олімпіаду. Його підтримували правління Мілану та Турину, які боролися з Римом за статус головного міста Італії. Олімпіада 1908 року додала б супернику зайвого престижу.
Боротьба прихильників та противників проведення Олімпіади в Римі призвела до того, що ще 1905 року на VII сесії МОКу у Брюсселі представник Італії Еудженіо Брунетта д'Уссо змушений був зізнатися представнику Британії Роберту Лаффану у відсутності будь-яких реальних приготувань до ігор з часу затвердження італійської столиці. Лаффан запитав де Кубертена, чи можливо передати право на проведення ігор Лондону, проте далі розмови справа не дійшла, а право на проведення спортивного заходу столиця Британської імперії здобула лише після офіційної відмови Рима.
Оскільки Олімпіада мала відбутися через два роки, необхідно було якнайшвидше знайти нове місто. Під час VIII сесії МОКу в Афінах 1906 року, зважаючи на попередню зацікавленість, члену МОКу від Британії Вільяму Гренфеллу офіційно запропонували провести ігри в Лондоні. Гренфелл опісля наради з королем Едуардом VII, який теж перебував на проміжних іграх, отримав згоду та одразу розпочав перемовини з основними британськими спортивними асоціаціями та організаціями — без домовленості з ними спортивний захід у Лондоні міг і не відбутися. Пропозицію підтримали, та 19 листопада 1906 року до МОКу був направлений лист із підтвердженням того, що Лондон прийме ігри 1908 року, а 27 листопада 1906 року офіційна заява Гренфелла була опублікована в пресі.

## Підготовка

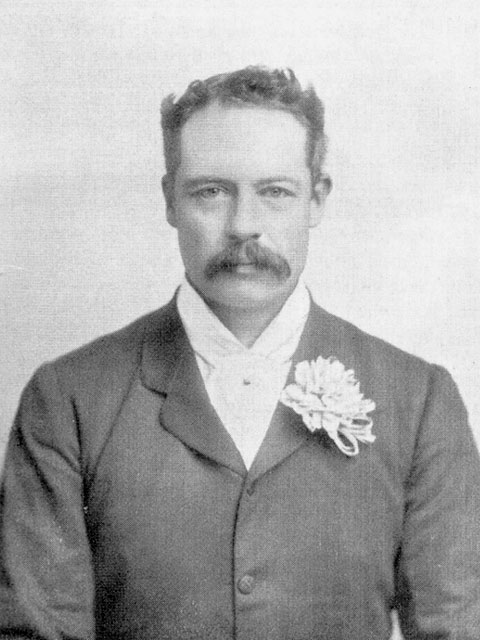
Вільям Гренфелл

### Створення Британської олімпійської асоціації
24 травня 1905 року в Палаті громад зібралися представники спортивних організацій, союзів та асоціацій. Їхньою метою було створення регіональної олімпійської організації, яка б керувала усіма олімпійськими дисциплінами в країні та мала представників у МОК. Новоутворену організацію назвали Британською олімпійською асоціацією (БОА). Першим головою став Вільям Гренфелл (лорд Десборо), почесним секретарем — Роберт Лаффан. Якраз ентузіазм цих двох осіб дозволив Олімпіаді 1908 року відбутися.

### Співпраця з Франко-британською виставкою
Безпосередньо підготовкою до ігор займалася спеціальна Британська олімпійська рада, у якій ключові ролі відігравали ті ж Гренфелл та Лаффан. Перед цією радою постав ряд труднощів. Насамперед хоч король і дав добро на проведення змагань у Лондоні, він вимагав, аби державні кошти на Олімпіаду не витрачали, фінансування відбувалося тільки на приватних засадах. Саме тому Гренфелл вирішив співпрацювати з Імре Кіральфі, головним ідейником проведення Франко-британської виставки. Ця виставка щедро фінансувалася та була покликана продемонструвати багатства двох колоніальних держав — Британської імперії та Франції, які нещодавно уклали угоду, що надалі уможливило створення Антанти.
Початково виставка мала пройти 1907 року, але заради Олімпіади її перенесли на 1908 рік. Це було перше важливе досягнення для організаторів ігор: широко розрекламована подія приваблювала багато відвідувачів, що своєю чергою підвищувало відвідуваність ігор.

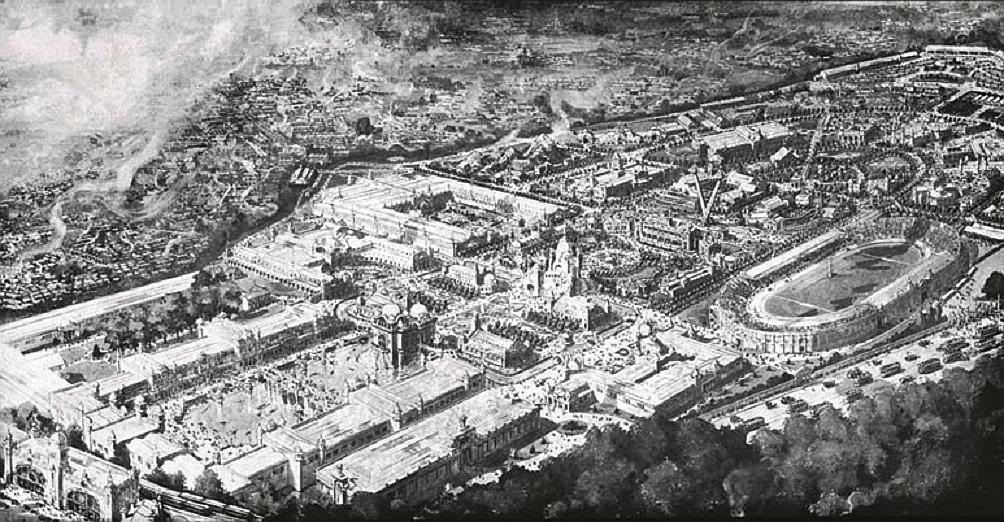
Генеральний план Франко-британської виставки, «Вайт Сіті Стедіум» праворуч

Основну олімпійську споруду — новий стадіон — планувалося будувати безпосередньо на території виставки, адже дирекція Франко-британської виставки погодилася пожертвувати частину виділеної їй землі в районі Шепердс-Буш. Вона також повністю взяла на себе всі витрати, пов'язані з будівництвом (початковий кошторис становив 44 тисячі фунтів стерлінгів, проте він зріс до 220 тисяч). Окрім того, виставка виділила 2000 фунтів стерлінгів для організаторів Олімпіади з метою покрити їхні початкові витрати та надала дозвіл на ексклюзивне користування стадіоном протягом двох тижнів у липні 1908 року. Своєю чергою організатори Франко-британської виставки отримували 75% доходів від продажів квитків та програмок. 20 грудня 1906 року всі ці умови були схвалені Британською олімпійською радою, офіційне підписання документів відбулося 14 січня 1907 року.

### Будівництво головного стадіону

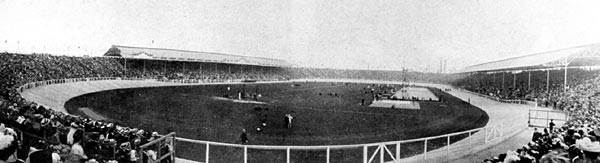
Усередині чаші «Вайт Сіті Стедіум»

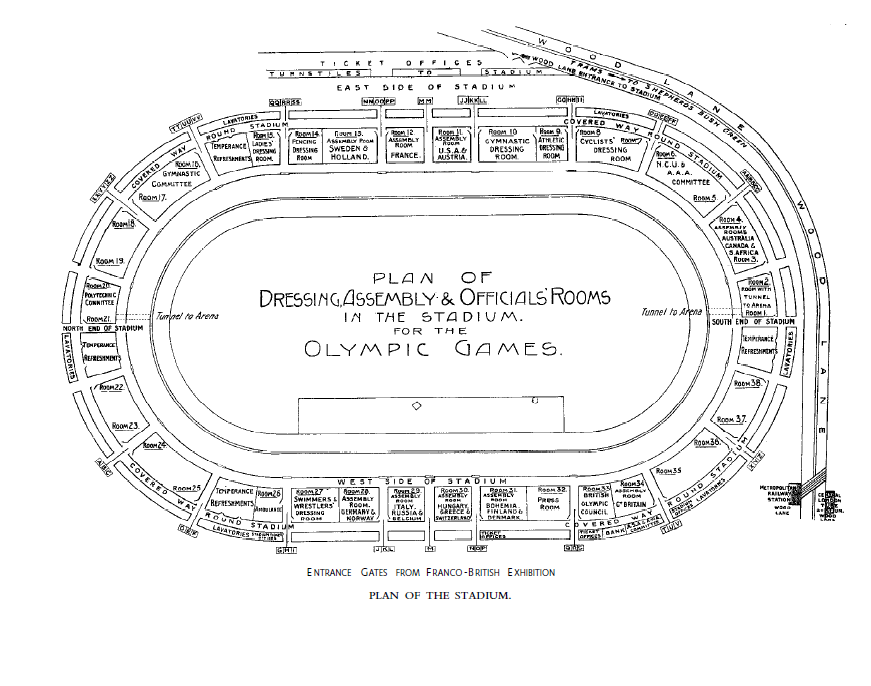
Схема роздягалень

Будівництво стадіону розпочалося 2 серпня 1907 року з церемонії, на якій леді Десборо заклала перший камінь будівництва. Кожна британська організація певного виду спорту створювала спеціальний комітет, який співпрацював з Британською олімпійською радою. Головним завданням цих комітетів було детальне планування спортивних споруд. Так, проєктування бігової доріжки вимагало кропіткої роботи та контролю з боку спеціального комітету Аматорської атлетичної асоціації, а задля проєктування велосипедного треку спеціальний комітет дослідив новий трек у Парижі та на його основі спроєктував свій. Усі свої побажання ці комітети висловили 11 березня 1907 року та дали добро на побудову.
Стадіон будували довкола овалу завдовжки 700 футів (десь 213,36 метра) та завширшки 300 футів (орієнтовно  91,44 метра), покритого травою. Ця частина стадіону створювалося під потреби футболу, регбі, лакросу, стрільби з лука, а також для таких дисциплін легкої атлетки, як метання списа. У цьому овалі були розміщені спеціальні платформи для змагань зі спортивної гімнастики та боротьби. Такі розміри оберігали інших учасників змагань від небезпеки бути пораненим списом, що майже відбулося 1906 року в Афінах. У західній частині розмістили басейн завдовжки 327 футів (десь 100 метрів), завширшки 50 футів (приблизно 15,24 метра). Глибина басейну на обидвох кінцях становила 4 фути 6 дюймів (приблизно 1,37 метра), у центрі — 12 футів 6 дюймів (десь 3,81 метра). Це центральне заглиблення було створене для змагань зі стрибків у воду. Біля басейну розміщувалася спеціальна складна вежа заввишки 55 футів (приблизно 16,76 метра), з якої атлети виконували стрибки.
Довкола овалу побудували бігову доріжку завдовжки 586,2 ярди (наближено 536,44 метра) та завширшки 24 фути (орієнтовно 7,3 метра). За її будівництво безпосередньо відповідав наглядач за будівництвом стадіону Чарлз Перрі, який вже мав досвід будівництва бігової доріжки для першої сучасної Олімпіади.
Довкола бігової доріжки, безпосередньо перед глядацькими сидіннями, побудували велосипедний трек завдовжки 660 ярдів (приблизно 603,5 метра) та нахилом 10 футів (десь 3,04 метри).
Було передбачено створення 63 тисяч сидячих місць та місце для розгортання ще 30 тисяч стоячих. Були побудовані спеціальні ложі для королівської сім'ї, членів Британської олімпійської ради, членів МОКу та членів Comité d’Honneur (Комітету розгляду скарг). Журналісти та судді також мали спеціально відведені місця.
Під трибунами розмістилися 14 роздягалень, кімната для лікарів, кімната поліції, декілька ресторанів. Поблизу стадіону розмістили будинок Імперського спортивного клубу, який створили з метою залучення багатих людей до олімпійських приготувань та для підняття престижу ігор. Будинок клубу використовували для зустрічей члени МОКу.
Роботу над стадіоном офіційно закінчили 14 травня 1908 року. На церемонії були присутні принц і принцеса Уельські — Георг V і Марія Текська, які присвятили стадіон міжнародному спорту. Оскільки стадіон був розташований на території виставки, де більшість споруд мала білий колір, то він був названий «білим» стадіоном — «Вайт-Сіті» (англ. White City Stadium).

### Опрацювання регламенту

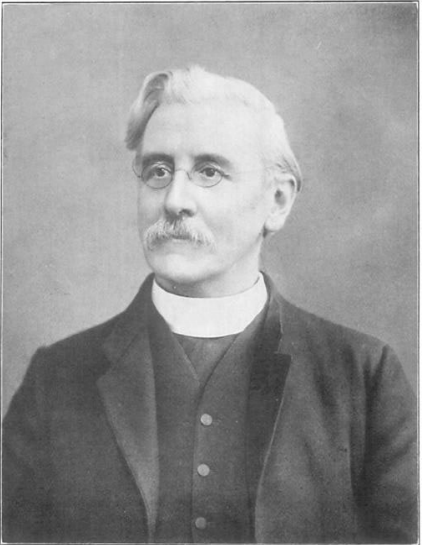
Роберт Лаффан

Окрім побудови головної олімпійської споруди, Гренфелл у своєму листі від 27 листопада 1906 року оголосив про низку інших пунктів, над якими працюватиме Британська олімпійська рада.
Так, було прийняте погоджене з МОК рішення про те, що на Олімпіаду 1908 року допускаються лише спортсмени-аматори, які мали бути акредитовані своїм регіональним олімпійським комітетом. Поняття «спортсмен-аматор» визначала у кожній країні керівна організація у тому чи іншому виді спорту. Якщо такої організації в країні не було, її обов'язки виконував спеціальний комітет під егідою МОКу. Кожен регіональний олімпійський комітет складав список своїх учасників та передавав його господарям ігор, а також підтверджував аматорський статус спортсмена. Реєстрація спортсменів закінчувалася за місяць до змагань у певному виді спорту. Таким чином, у Лондоні більше не могло бути змішаних команд чи команд спортивних клубів, усі учасники представляли збірну якоїсь країни. Під поняттям «країна» розуміли ту державу чи частину держави, яка мала самостійне представництво в МОК, або, якщо такого представництва не було, територію під юрисдикцією єдиної влади.
Наступним пунктом було створення єдиних правил. У зв'язку зі стислими термінами підготовки, правила визначили британські асоціації без наради зі спортивними організаціями інших країн, після чого Роберт Лаффан особисто переклав їх з англійської на німецьку та французьку й розіслав по всіх регіональних комітетах (при цьому було зазначено, що єдиний офіційний варіант правил — англійський). Суддівство на Олімпіаді було вотчиною британців, хоча залучення іноземних помічників було можливе. У випадку незгоди з рішенням судді, спортсмен міг оскаржити його за посередництва Comité d’Honneur — спеціального комітету, який складався з трьох представників кожної країни-учасниці. Спортсмен спочатку мав адресувати скаргу «своїм» представникам у комітеті, а ті вже доносили її для розгляду спеціальними арбітрами.

Було оголошено, що за участь у змаганнях не стягується плата, проте для кожної країни встановлювався ліміт учасників. Було також домовлено, що на Олімпіаді використовуватимуть метричну систему (виняток — змагання з велоспорту).

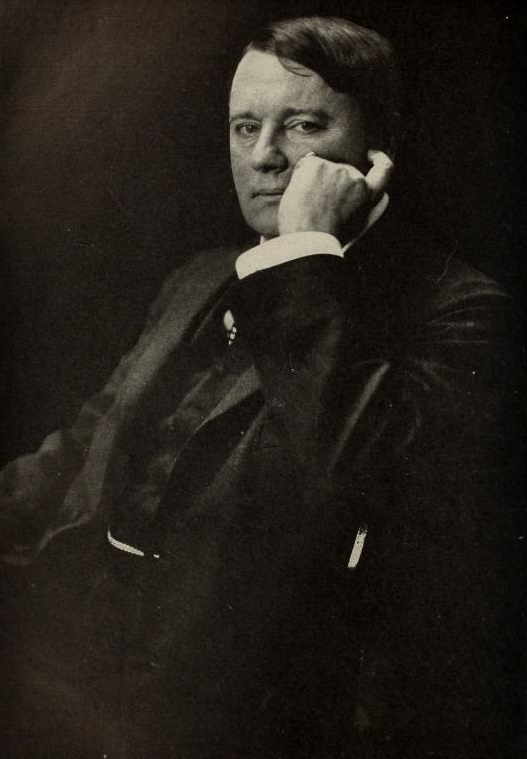
Альфред Хармсворт, лорд Норткліфф

Ці пункти, а також пункти, які стосувалися календаря ігор, видів спорту, вигляду та отримання нагород, були затверджені 23-25 травня 1907 року на IX сесії МОКу в Гаазі.

### Грошовий фонд
Одним з пунктів була робота з утворення грошового фонду. Щоб провести змагання, слід було назбирати суму в понад 12000 фунтів стерлінгів. Збір коштів відбувався на добровільній основі. Основні внески на початку кампанії зробили друзі Вільяма Гренфелла. Проте, ні внески друзів, ні гроші від дирекції виставки не дозволили досягнути бажаної цілі: організатори ігор назбирали тільки 2840 фунтів стерлінгів незадовго до церемонії відкриття. Ситуацію могли спасти добрі продажі квитків, проте вони поступили в продаж лише за 21 день до церемонії відкриття, ціни була доволі високі для пересічного жителя Лондона та ще й агенції-дистриб'ютори відмовлялися на початку продавати дешеві одноденні квитки до того, як продадуть дорогі квитки, чинні протягом усієї Олімпіади. Ці фактори зумовили низькі продажі, які призвели до низького доходу.
Гренфелл звернувся за допомогою до лорда Норткліффа, власника «Дейлі мейл». Той погодився опублікувати заяву з проханням пожертвувати гроші задля гідного проведення Олімпіади та збереження репутації нації. Протягом наступного тижня сума пожертвувань склала 12 тисяч фунтів стерлінгів, хоча метою організаторів ігор були лише 10 тисяч фунтів стерлінгів. Газета змушена була опублікувати нове повідомлення з проханням припинити відправляти гроші. До кампанії долучилося багато відомих та впливових людей, серед яких принц Уельський Георг, американський мільйонер Корнелій Вандербільт та стронгмен Євген Сандов, який зробив найбільший персональний внесок у розмірі 1500 фунтів стерлінгів.

### Програма ігор
Лондонська Олімпіада, зважаючи на свою тривалість, була поділена на два великих відтинки: літній та зимовий. Де-юре літня Олімпіада розпочиналася 13 липня, у день церемонії відкриття, та тривала два тижні, але де-факто деякі змагання почалися ще в червні, а деякі відбулися у липні та серпні опісля двох «основних» тижнів. Зимова Олімпіада тривала з 19 по 31 жовтня.

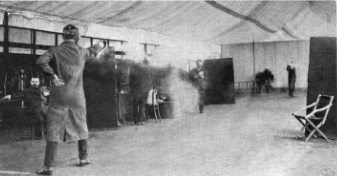
«Олімпійські» змагання зі спортивної дуелі

23 види спорту були затверджені як програма Олімпіади на гаазькій сесії. У цих 23 видах відбувалися змагання за 110 комплектів нагород. Програма могла бути й більшою, проте були схвалені лише ті види спорту, які поширені хоча б у шістьох країнах-учасницях ігор. Саме тому крикет, пелота, бейсбол та бенді не стали частиною олімпійських ігор. Відбувалися дискусії щодо включення в програму кінної їзди, автомобільних перегонів та змагань літальних апаратів, проте ці плани не реалізували. Гольф мав бути частиною змагань, проте керівна британська організація гольфу відмовилася співпрацювати з Британською олімпійською радою та дотримуватися запропонованих правил. З іншого боку, бокс, змагання з якого первинно не мали відбутися, таки був включений до Олімпіади. Поло на велосипедах та фехтування на рапірах були показовими видами спорту. Крім того, намагаючись дотримуватися античного духу, організатори хотіли включити до олімпійських ігор змагання з літератури, скульптури, музики, архітектури та малювання, але реалізація цих планів відбулася тільки на іграх 1912 року. 

Таким чином, програма Олімпіади 1908 року мала наступний вигляд (у дужках вказана кількість комплектів медалей): 
- Академічне веслування (4)[33]
- Бокс (5)[34]
- Боротьба (9)[35]
- Велоспорт (7)[36]
- Вітрильний спорт (4)[37]
- Водне поло (1)[38]
- Водномоторний спорт (3)[39]
- Же-де-пом (1)[40]
- Лакрос (1)[41]
- Легка атлетика (26)[42]
- Перетягування канату (1)[43]
- Плавання (6)[44]
- Поло (1)[45]
- Стрибки у воду (2)[46]
- Регбі (1)[47]
- Рекетс (2)[48]
- Спортивна гімнастика (2)[49]
- Стрільба (15)[50]
- Стрільба з лука (3)[51]
- Теніс (6)[52]
- Фехтування (4)[53]
- Фігурне катання (4)[54]
- Футбол (1)[55]
- Хокей на траві (1)[56]

Ще одним показовим спортом, змагання з якого пов'язують з Олімпіадою 1908 року, нерідко вважається спортивна дуель (стрільба з пістолетів восковими кулями в опонента в захисті). Невеличкий турнір з метою популяризації цього спорту хоч і відбувся у Лондоні 1908 року та ще й поблизу стадіону, але був радше пов'язаний з Франко-британською виставкою, ніж з Олімпіадою. Ідейним натхненником події був американець Волтер Вільям Вайненс, а серед учасників були, наприклад, один з організаторів лондонських ігор барон Космо Дафф-Гордон, який також взяв участь у показовому турнірі з фехтування на рапірі, та граф Жозеф Маре, який змагався в офіційному турнірі з  фехтування на шпагах.

### Нагороди та їх дизайн
Організатори доручили розробити дизайн олімпійських медалей та значків австралійському скульптуру Бертраму Макенналлу. Розробили два типи медалей: одні для атлетів, які посіли перші три місця, а інші — для всіх спортсменів-учасників. Були також розроблені спеціальні дипломи, їхнім дизайном займався карикатурист «Панч» Бернард Партрідж.
| Зображення | Нагорода            | Опис |
|            | Медаль призера      | На аверсі зображений атлет між двома молодими жінками, Славою та Вікторією (Перемогою), які кладуть йому на голову символ переможця — лавровий вінок. На реверсі зображений святий Юрій (англ. St. George), покровитель Англії, який вбиває змія. Дизайн золотих, срібних та бронзових медалей не відрізнявся. У порівнянні з медалями учасника, медалі призерів були дещо меншими, що пояснюється вартістю матеріалів, з яких вони були зроблені. Кожна медаль була поміщена в спеціальну коробочку: золота медаль — у червону, срібна — у темно-синю, бронзова — у жовту. Ім'я призера та дисципліна, у якій він посів призове місце, вирізувалися на гурті. |
|            | Медаль учасника     | На аверсі зображена колісниця, яку веде молодий атлет. Позаду нього стоїть суддя, який кладе на голову візника лавровий вінок. На реверсі зображена фігура Слави, яка стоїть на земній кулі. Медалі учасника були виготовленими з бронзи та позолоченими. Їхній розмір був дещо більший за медалі призерів. Їх вручали, як учасникам, так і певним офіційним особам. |
|            | Диплом призера      | На дипломі зображена Вікторія, яка стоїть між Британією та Елладою. Переможці отримували більший диплом, призери — дещо менший. Кожен призер отримував додатковий диплом, який він мав передати своєму спортивному клубу чи асоціації. |
|            | Спеціальний диплом  | На дипломі зображена Вікторія, котра сидить. Такі дипломи, згідно з рішенням керівної асоціації у тому чи іншому виді спорту, вручали атлетам, котрі показали видатні результати, хоч і не здобули медалей, а також деяким особам, які доклалися до організації ігор. |
|            | Значки              | Для ідентифікації учасників, суддів, членів Британської олімпійської ради, членів МОКу, членів Comité d’Honneur були розроблені спеціальні нагрудні значки, на яких була зображена голова в шоломі, та був наявний підпис, наприклад Competitor, International Olympic Comittee та інші. |
|            | Спеціальні нагороди | До спеціальних нагород належали кубки. Чемпіон Олімпіади, відповідно до регламенту, зберігав кубок у себе до наступних ігор. Загалом було 12 кубків: - Французька ваза (вітрильний спорт) |

## Учасники

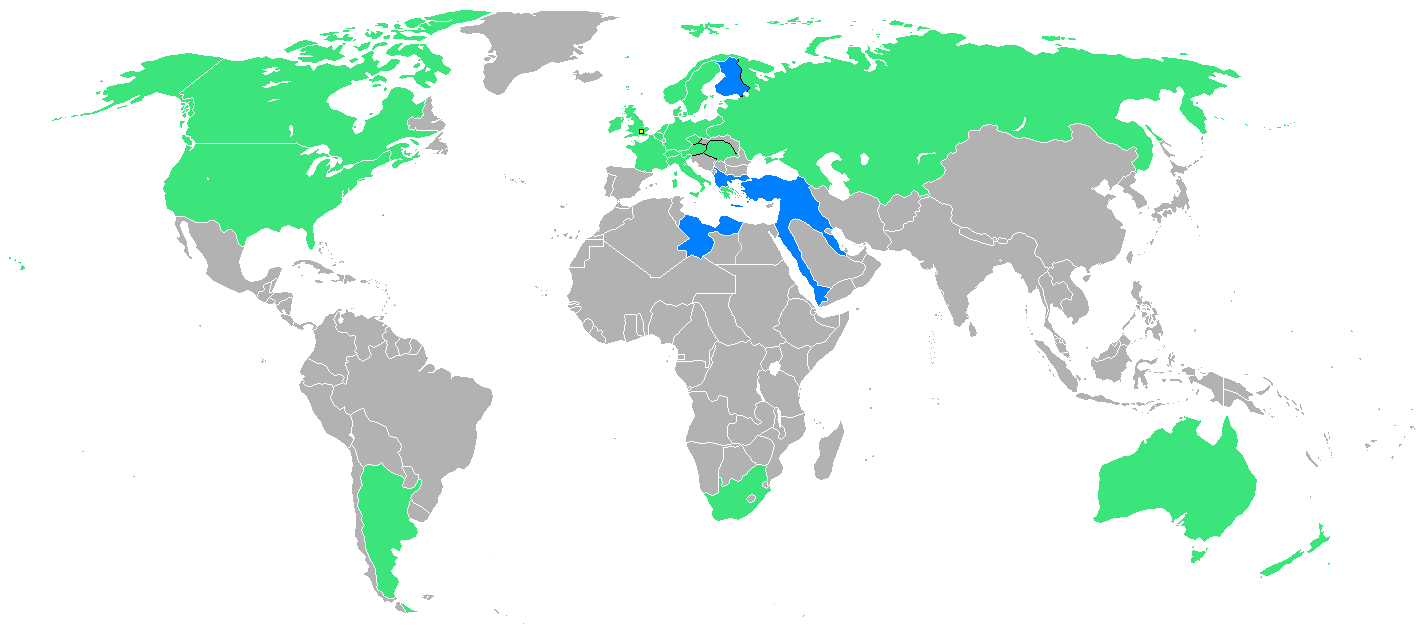
Країни-учасниці Олімпійських ігор 1908 (синім позначені країни, які вперше були представлені на Олімпійських іграх)

### Загальна кількість спортсменів

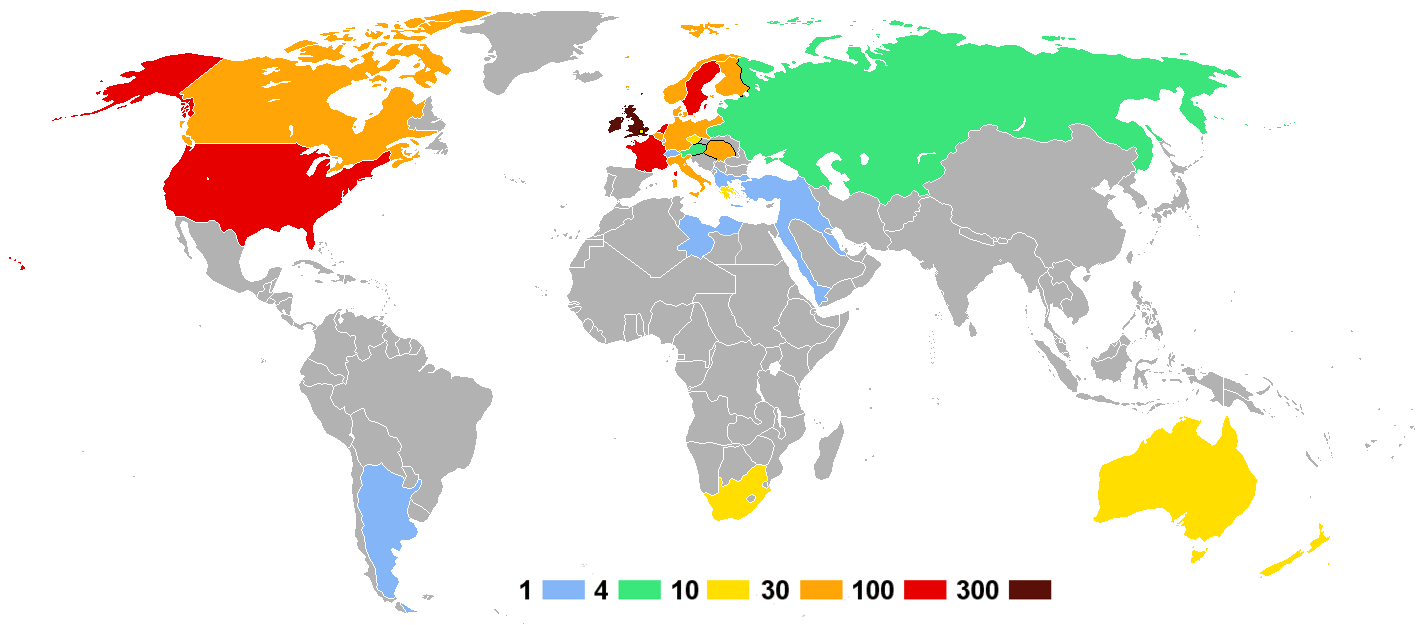
Кількість учасників

Відповідно до даних офіційного сайту МОК, на Олімпіаді 1908 року змагалися 2008 спортсменів, з них 1971 чоловіків та 37 жінок, які представляли 22 країни. При цьому, згідно з офіційним звітом, кількість спортсменів, які мали намір взяти участь у змаганнях, була 2647 осіб. Оскільки для ранніх Олімпіад існували деякі труднощі з точним визначенням тих спортсменів, які брали участь в іграх, у деяких джерелах можна зустріти інші числа щодо кількості та гендерного розподілу спортсменів. Наприклад, є дані, що справжнє число учасників лондонських ігор склало 2044, з яких 44 жінки, інше джерело подає 2023 учасники, з яких 44 жінки, при 2666 заявах.

### Країни
Присутність 22 націй у багато чому була визначена як офіційним регламентом, прийнятим на гаазькій сесії, так і політичними, націоналістичними, соціальними аспектами.
Так, серед учасників ігор були одразу декілька територій, які юридично були частиною Британської імперії: Канада, союз колоній у південній Африці, Австралія, Нова Зеландія. Метрополія підтримувала їхню окрему участь і навіть допомогла у створенні регіональних олімпійських комітетів, аби ті, відповідно до вимог гаазьких пунктів, могли підпадати під визначення слова «країна». При цьому Британія жодним чином не сприяла утворенню олімпійських комітетів у країнах екваторіальної Африки, Індії та інших колоніях з небілим населенням. Таким чином, на Олімпіаді 1908 року, окрім Британії, участь взяли також Канада, колонії у Південній Африці та Австралазія (союз Австралії та Нової Зеландії). До того ж це був «олімпійський» дебют Нової Зеландії.
Складнішою була ситуація з країнами британських островів. Організацією ігор займалася Британська олімпійська рада, членами якої спочатку були суто англійці. Шотландці та ірландці попросили залучити в раду і їхніх представників, на що отримали відмову. Шотландці пригрозили, що у такому випадку не будуть брати участі в Олімпіаді. Потенційні втрати для команди Британії змусили Британську олімпійську раду піти на деякі поступки: склад команди Британії на майбутніх іграх був погоджений усіма керівними спортивними асоціаціями Англії, Шотландії, Уельсу та Ірландії.
Ситуація з Ірландією була значно складнішою. Ірландці хотіли виступати як окрема нація, проте не мали окремого представництва в МОК, а були частиною Британської імперії, що змушувало їх виступати у складі Британії. Через таку ситуацію велика кількість ірландських спортсменів бойкотували ігри. Нічого не змінилося навіть тоді, коли Британська олімпійська рада запропонувала змінити офіційну назву команди з «Велика Британія» на «Велика Британія та Ірландія». Єдиними дисциплінами, де Ірландія мала дозвіл на представництво окремою командою, були поло та хокей на траві, хоча аналогічні права мали й Уельс та Шотландія, а здобуті перемоги офіційно все одно вважалися британськими.
Австрія, Богемія та Угорщина були трьома окремими країнами на Олімпіаді, хоча тоді вони були частинами єдиного державного утворення — Австро-Угорської імперії. Подібна ситуація була зі ще двома країнами-учасницями — Фінляндією та Росією. Велике князівство Фінляндське було частиною Російської імперії, проте його спортсмени бажали окремого представництва на іграх.

### Кількісне представництво
Найбільше спортсменів було в команди-господаря — Великої Британії. Великі делегації також мали Франція, Швеція, США та Нідерланди.
Команди Аргентини та Швейцарії складалися лише з одного спортсмена. Аналогічна ситуація була з командою Туреччини (тоді — Османської імперії), яка дебютувала на олімпійських іграх, хоча дані про цей дебют не були відомі до 50-х років XX століття. Втім, безпосередня участь Алеко Мулоса у змаганнях залишається дискусійним питанням, ба більше, існують дані щодо ще одного турецького учасника Олімпіади — борця Кенана. Ще один спортсмен був представником Ісландії, але входив до данської делегації.
Загалом кількісне представництво на Олімпіаді по країнах було наступним (у дужках вказана кількість спортсменів, які представляли країну; усі дані за Меллоном та Бачененом, дані яких відрізняють від даних МОК):
- Австралазія (30)[комент. 6]
- Австрія (7)
- Аргентина (1)
- Бельгія (70)
- Богемія (18)
- Велика Британія (736)
- Греція (20)
- Данія (79)[комент. 7]
- Італія (66)
- Канада (87)
- Нідерланди (113)
- Німеччина (81)
- Норвегія (69)
- ПАР (14)
- Росія (6)
- США (122)
- Туреччина (1)
- Угорщина (65)
- Фінляндія (62)
- Франція (208)
- Швейцарія (1)
- Швеція (168)

## Спортивні споруди
Більшість змагань проходили в Лондоні, проте деякі відбулися поблизу інших населених пунктів Англії та Шотландії:
- «Вайт Сіті Стедіум», Лондон — стрільба з лука, легка атлетика, велоспорт, стрибки у воду, гімнастика, футбол, лакрос, хокей на траві, регбі, плавання, перетягування канату, водне поло, боротьба, фехтування
- Норгемптонський інститут, Лондон — бокс
- «Прінсез Скейтінг Клаб», Лондон — фігурне катання
- «Квінз Клаб», Лондон — же-де-пом, рекетс, теніс (у приміщенні)
- Саутмгемптонські води, Саутгемптон — водно-моторний спорт
- «Гарлінгем Клаб», Лондон — поло
- Генлі-на-Темзі — веслування
- «Аксендон Скул Шутінг Клаб», Лондон — стендова стрільба
- Національний стрілецький центр, Бізлі — стрільба
- Всеанглійський клуб лаун-тенісу і крокету, Лондон — теніс (на трав'яному корті)
- «Роял Вікторія Ят Клаб», Вайт, Солент — вітрильний спорт
- «Роял Клайд Ят Клаб», Глазго — вітрильний спорт

## Ігри

### Церемонія відкриття

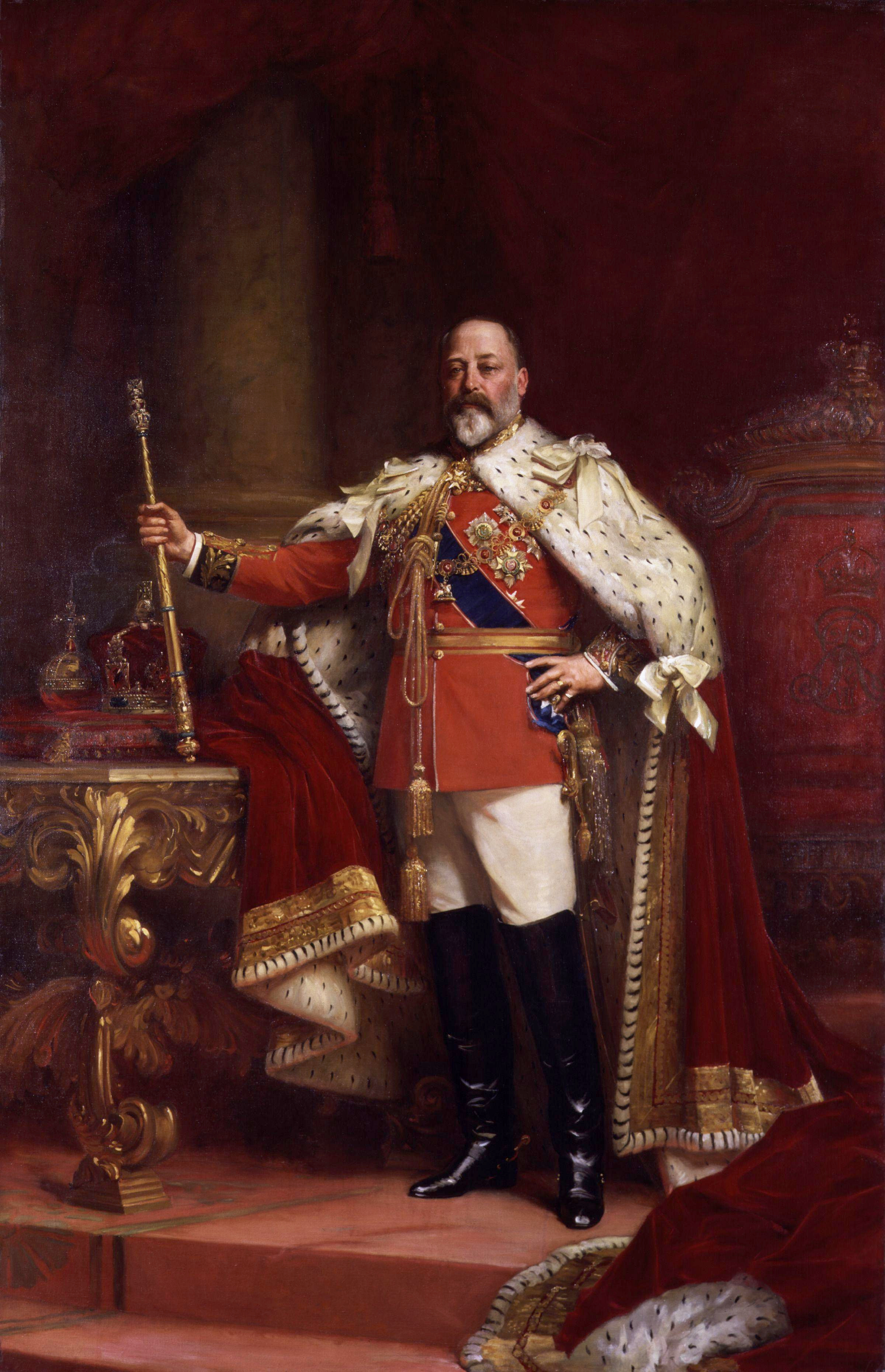
Король Едуард VII

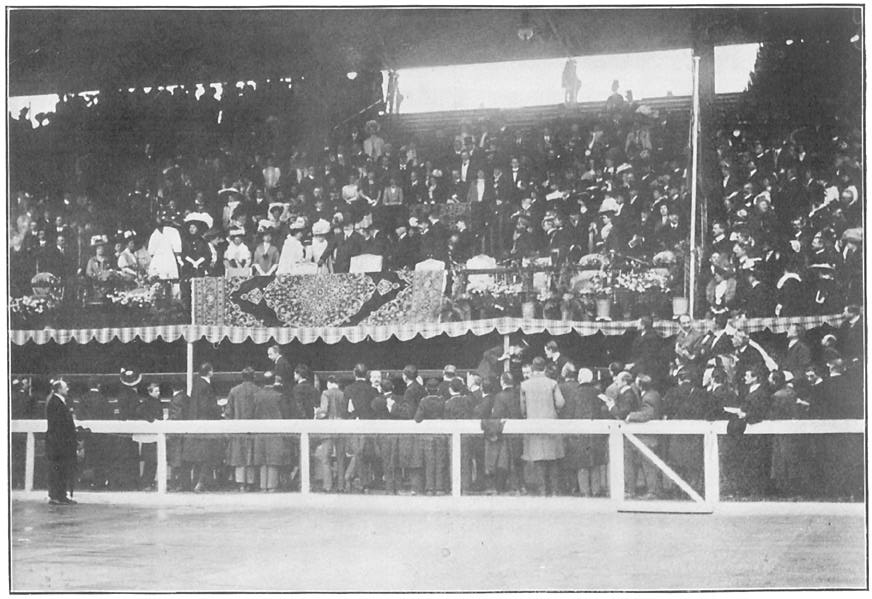
Король Едуард VII на відкритті ігор

Церемонія відкриття ігор відбулася 13 липня. Вона стала першою, на якій відбувся парад країн-учасниць з прапорами.
У день церемонії на стадіоні зібралася велика кількість відомих і впливових людей: принци Греції та Швеції, посли США, Росії, Франції, представники МОК, вищі британські офіцерські чини. Команди вишикувалися в центрі стадіону. Король Едуард VII прибув на стадіон о 15:49. Вільям Гренфелл звернувся до нього зі словами:
|  | Ваша величносте, чи оголосите Ви четверту Олімпіаду відкритою?Оригінальний текст (англ.) Will your Majesty graciously declare the fourth Olympiad open? |

Король своєю чергою проголосив на весь стадіон:
|  | Я оголошую олімпійські ігри в Лондоні відкритими!Оригінальний текст (англ.) I declare the Olympic Games of London open! |

Команди, за винятком США, дещо опустили свої прапори. Після цього розпочався марш країн, який не обійшовся без скандалів.
Насамперед у параді йшли далеко не всі спортсмени кожної країни, а такі команди, як Аргентина, Росія та Швейцарія взагалі не брали участі в ході. Країни маршували в алфавітному порядку. Спереду у кожної делегації йшов прапороносець. Першими йшли європейські країни (окрім країни-господарки), починала марш Австрія. Росіяни не дозволили маршувати фінській делегації під фінським прапором, тому замість прапора Бруно Зілліакус ніс лише табличку з назвою країни.

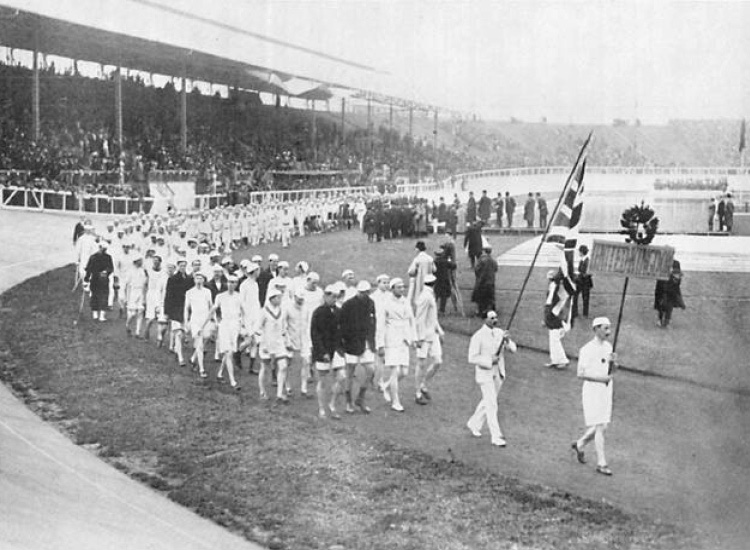
Збірна Великої Британії під час параду

Опісля європейських країн йшла команда США. Одразу за нею прямували нації Британської імперії: спочатку ПАР, далі Канада, тоді команда Австралазії та, нарешті, Велика Британія. Усі команди, проходячи повз королівську ложу, опускали свій прапор, як і на початку церемонії; таким чином вони віддавали честь королю. Єдиним, хто відмовився це зробити, як і першого разу, був американський прапороносець Ральф Роуз, який сказав, що «цей прапор не схиляється перед жодним земним королем». Цей інцидент послужив символічним початком британо-американського протистояння на Олімпіаді. З іншого боку, організатори «посприяли» тому, аби американська делегація була сердитою: ще перед початком параду для кожної країни були підготовлені прапори, проте ні шведського, ні американського прапорів не було. Замість них були приготовлені китайський та японський стяги.

### Календар змагань

#### Квітень — червень
| ● | Кваліфікація/Відбірні матчі | ● | Фінали |

| День      | 27 квіт. | 28 квіт. | 29 квіт. | 30 квіт. | 1 трав. | 6 трав. | 7 трав. | 8 трав. | 9 трав. | 11 трав. | 18 трав. | 19 трав. | 20 трав. | 21 трав. | 23 трав. | 18 черв. | 21 черв. | Медалі | Прим.  |
| --------- | -------- | -------- | -------- | -------- | ------- | ------- | ------- | ------- | ------- | -------- | -------- | -------- | -------- | -------- | -------- | -------- | -------- | ------ | ------ |
| Же-де-пом |          |          |          |          |         |         |         |         |         |          |          |          |          |          | 1        |          |          | 1      | [ 84 ] |
| Поло      |          |          |          |          |         |         |         |         |         |          |          |          |          |          |          |          | 1        | 1      | [ 85 ] |
| Рекетс    |          |          | 1        |          | 1       |         |         |         |         |          |          |          |          |          |          |          |          | 2      | [ 86 ] |
| Теніс     |          |          |          |          |         |         |         |         | 1       | 2        |          |          |          |          |          |          |          | 3      | [ 89 ] |

#### Липень
| ● | Церемонія відкриття | ● | Церемонія нагородження | ● | Кваліфікація | ● | Фінали |

| Липень                | 6 | 7 | 8 | 9 | 10 | 11 | 12 | 13 | 14 | 15 | 16 | 17 | 18 | 19 | 20 | 21 | 22 | 23 | 24 | 25 | 26 | 27 | 28 | 29 | 30 | 31 | Медалі | Прим.   |
| --------------------- | - | - | - | - | -- | -- | -- | -- | -- | -- | -- | -- | -- | -- | -- | -- | -- | -- | -- | -- | -- | -- | -- | -- | -- | -- | ------ | ------- |
| Церемонія             |   |   |   |   |    |    |    | ●  |    |    |    |    |    |    |    |    |    |    |    | ●  |    |    |    |    |    |    |        |         |
| Академічне веслування |   |   |   |   |    |    |    |    |    |    |    |    |    |    |    |    |    |    |    |    |    |    |    |    |    | 4  | 4      | [ 90 ]  |
| Боротьба              |   |   |   |   |    |    |    |    |    |    |    |    |    |    | 1  |    | 3  | 1  | 3  | 1  |    |    |    |    |    |    | 9      | [ 91 ]  |
| Велоспорт             |   |   |   |   |    |    |    |    | 1  | 2  | 1  | 1  | 2  |    |    |    |    |    |    |    |    |    |    |    |    |    | 7      | [ 92 ]  |
| Водне поло            |   |   |   |   |    |    |    |    |    |    |    |    |    |    |    |    | 1  |    |    |    |    |    |    |    |    |    | 1      | [ 93 ]  |
| Легка атлетика        |   |   |   |   |    |    |    |    | 3  | 2  | 2  | 2  | 3  |    | 1  | 2  | 3  | 2  | 2  | 4  |    |    |    |    |    |    | 26     | [ 94 ]  |
| Вітрильний спорт      |   |   |   |   |    |    |    |    |    |    |    |    |    |    |    |    |    |    |    |    |    |    |    | 3  |    |    | 3      | [ 95 ]  |
| Перетягування канату  |   |   |   |   |    |    |    |    |    |    |    |    | 1  |    |    |    |    |    |    |    |    |    |    |    |    |    | 1      | [ 96 ]  |
| Плавання              |   |   |   |   |    |    |    |    |    |    | 1  | 1  | 1  |    | 1  |    |    |    | 1  | 1  |    |    |    |    |    |    | 6      | [ 97 ]  |
| Стрибки у воду        |   |   |   |   |    |    |    |    |    |    |    |    | 1  |    |    |    |    |    | 1  |    |    |    |    |    |    |    | 2      | [ 98 ]  |
| Спортивна гімнастика  |   |   |   |   |    |    |    |    |    | 1  | 1  |    |    |    |    |    |    |    |    |    |    |    |    |    |    |    | 2      | [ 99 ]  |
| Стрільба              |   |   |   | 2 | 4  | 9  |    |    |    |    |    |    |    |    |    |    |    |    |    |    |    |    |    |    |    |    | 15     | [ 100 ] |
| Стрільба з лука       |   |   |   |   |    |    |    |    |    |    |    |    | 2  |    | 1  |    |    |    |    |    |    |    |    |    |    |    | 3      | [ 101 ] |
| Теніс                 |   |   |   |   |    | 3  |    |    |    |    |    |    |    |    |    |    |    |    |    |    |    |    |    |    |    |    | 3      | [ 89 ]  |
| Фехтування            |   |   |   |   |    |    |    |    |    |    |    |    |    |    |    |    |    |    | 4  |    |    |    |    |    |    |    | 4      | [ 102 ] |
| Медалі                |   |   |   | 2 | 4  | 12 |    |    | 4  | 5  | 6  | 4  | 10 |    | 4  | 2  | 7  | 3  | 11 | 6  |    |    |    | 3  |    | 4  | 87     |         |

#### Серпень
| ● | Кваліфікація | ● | Фінали |

| Серпень              | 11 | 12 | 28 | 29 | Медалі | Прим.   |
| -------------------- | -- | -- | -- | -- | ------ | ------- |
| Водно-моторний спорт |    |    | 1  | 2  | 3      | [ 103 ] |
| Вітрильний спорт     |    | 1  |    |    | 1      | [ 95 ]  |

#### Жовтень
| ● | Церемонія закриття | ● | Кваліфікація | ● | Фінали |

| Жовтень         | 19 | 20 | 21 | 22 | 23 | 24 | 25 | 26 | 27 | 28 | 29 | 30 | 31 | Медалі | Прим.   |
| --------------- | -- | -- | -- | -- | -- | -- | -- | -- | -- | -- | -- | -- | -- | ------ | ------- |
| Церемонія       |    |    |    |    |    |    |    |    |    |    |    |    | ●  |        |         |
| Бокс            |    |    |    |    |    |    |    |    | 5  |    |    |    |    | 5      | [ 104 ] |
| Лакрос          |    |    |    |    |    | 1  |    |    |    |    |    |    |    | 1      | [ 105 ] |
| Регбі           |    |    |    |    |    |    |    | 1  |    |    |    |    |    | 1      | [ 106 ] |
| Фігурне катання |    |    |    |    |    |    |    |    |    |    | 4  |    |    | 4      | [ 107 ] |
| Футбол          |    |    |    |    |    | 1  |    |    |    |    |    |    |    | 1      | [ 108 ] |
| Хокей на траві  |    |    |    |    |    |    |    |    |    |    |    |    | 1  | 1      | [ 109 ] |

### Змагання

#### Рекетс
У змаганнях з рекетсу на кону стояли перші комплекти нагород ігор. Всього семеро учасників взяли безпосередню участь в турнірі: всі вони були громадянами Британської імперії, хоча попередніх заявок було більше, деякі надходили з-за кордону. Медалі розігрувалися в одиночному та парних розрядах.
В одиночному розряді змагання проходили в три кола, опісля фінал. У першому колі відбувся лише один матч — Еван Ноел переміг Сесіла Бравнінга (18-14, 8-15, 15-3, 15-9) — інші гравці пройшли в наступний раунд без змагань або через відмову суперника змагатися, або у зв'язку з особливостями сітки турніру. У другому колі також відбувся тільки один матч — Еван Ноел здолав Вейна Пеннелла у трьох сетах (15-12, 15-7, 15-5). У третьому колі відбулися обидва заплановані матчі — Генрі Ліф переміг Джона Джекоба (15-43, 15-5, 15-4), а Ноел завдав поразки Генрі Бругему (15-4, 15-12, 15-6). Фінал не відбувся — Ліф не зміг продовжувати змагання через травму руки, таким чином Ноел виграв першу золоту медаль літніх ігор.
Парні змагання пройшли у два кола з наступним фіналом. У першому колі з різних причин не відбулося жодного матчу. У другому колі відбулася тільки одна зустріч — Джекоб та Пеннел перемогли Ноела та Ліфа (15-11, 0-15, 15-7, 9-15, 18-14, 17-15). Фінал відбувся між їхньою командою та командою Едмунда Б'юрі та Сесіла Бравнінга, у якому перемогли перші (6-15, 15-7, 16-15, 15-6, 15-7).

#### Теніс
Олімпійський турнір з тенісу по суті складався з двох турнірів: змагань на відкритих трав'яних кортах та змагань у приміщені. У змаганнях взяли участь 40 чоловіків та 10 жінок з 10 країн, проте усі золоті медалі здобули представники країни-господарки.
Змагання на критих кортах пройшли з 6 по 11 травня. Було розіграно три комплекти нагород: в одиночному чоловічому розряді, у парному чоловічому розряді та в одиночному жіночому розряді. Артур Гор переміг у фіналі чоловічого турніру свого земляка Джорджа Карідію у трьох сетах (6-3, 7-5, 6-4), Гвендоліна Істлейк-Сміт перемогла Еліс Грін — 6-2, 4-6, 6-0, а тандем Гора та Герберта Баррета виявився сильнішим за команду Карідії та Джорджа Саймонда, здолавши опонентів у чотирьох сетах — 6-2, 2-6, 6-3, 6-3.
Змагання на відкритих кортах відбулися 6—11 липня. Знову було розіграно три комплекти нагород. Переможцем чоловічого одиночного турніру став Джозая Рітчі, який переміг у фіналі німця Отто Фройтцгайма 7-5, 6-3, 6-4. Олімпійську золоту медаль серед жінок здобула Доротея Ламберт Чемберс, яка здолала Дору Бутбі у двох сетах 6-1, 7-5. У чоловічому парному розряді перемогу святкували Джордж Гілл'ярд та Реджинальд Догерті, які завдали поразки Джозаї Рітчі та Джеймсові Парку 9-7, 7-5, 9-7.

#### Же-де-пом
В олімпійському турнірі взяли участь 11 спортсменів: 9 британців та 2 американці. Турнір складався з двох попередніх раундів, півфіналів та фінального матчу, при цьому деякі спортсмени пропускали перший раунд. У першому раунді відбулися три матчі, у другому — чотири. У півфіналах перемогли фаворити турніру: британець Юстас Майлз здолав у трьох раундах (6-4, 6-1, 6-3) свого земляка — Невілла Булвера-Літтона, а наймолодший учасник турніру, американець Джей Гулд II, завдав поразки британцю Артуру Пейджу — 6-1, 6-0, 6-0. Фінальний поєдинок виграв американський спортсмен, який не віддав жодного сету супернику (6-5, 6-4, 6-4).

#### Поло
Участь у змаганнях взяли три команди, усі з Британії: команда Рогемптону, команда «Гарлінгем Клаб» та команда Ірландії.
Перша гра відбулася 18 червня між Рогемптоном та «Гарлінгем Клаб». Перемогла перша команда з рахунком 3:1. Фінальний матч відбувся 21 червня. Команда Рогемптону, завдавши поразки команді Ірландії 8:1, стала олімпійським чемпіоном. Дві команди-учасники олімпійського турніру отримали срібні медалі кожна, бронзові медалі не були передбачені згідно з регламентом.

#### Академічне веслування
У змаганнях з веслування розігрувалися чотири комплекти нагород — особистий залік, «двійки», «четвірки» та змагання у команді з восьми осіб. Для кожної країни встановлювався ліміт — не більше двох учасників (команд) для участі в змаганнях. Усі золоті медалі виграли британці.
Особисті змагання складалися з восьми заїздів серед дев'яти учасників (заявку подавали одинадцять учасників, але учасник з Нідерландів та ще один учасник з Італії не змагалися), у яких визначалася пара фіналістів. Було по двоє учасників з Великої Британії, Канади та Угорщини, по одному — з Бельгії, Італії, Німеччини. У фінал вийшли два британці — Гаррі Блекстафф та Александер Мак-Каллок. Переміг перший.
П'ять учасників подали заявку на участь у парних заїздах — по одній команді з Канади, Італії (участь у змаганнях не взяла) та Німеччини та дві команди з Великої Британії. У фіналі Джон Феннінґ та Ґордон Томсон перемогли своїх земляків — Джорджа Еріка Ферберна та Філіпа Вердона.
Сім заявок (дві від Великої Британії, по одній від Нідерландів, Бельгії, Канади, Угорщини та Італії) були подані у турнірі «четвірок», однак змагалися тільки чотири — дві британські команди, нідерландська та канадська збірні. У фіналі перемогли британці.
Вісім заявок (по дві від Великої Британії та Італії; по одній від Бельгії, Канади, Нідерландів та Угорщини) були подані у змаганнях серед команд з восьми осіб; участь взяли всі, окрім італійських команд. У фіналі бельгійці програли британцям.

#### Боротьба
Уперше з 1896 року на змаганнях були представлені як греко-римський варіант боротьби, так і вільний стиль. Усі змагання проводилися на «Вайт Сіті Стедіум», на постелених на газоні матах.
Найбільшу кількість золотих медалей здобули представники Великої Британії: три золоті медалі у вільному стилі. Однак цей результат не був повністю задовільним, адже господарі сподівалися виграти у всіх п'яти вагових категоріях. Ще два золота у тому ж стилі отримали представники США Джордж Менерт та Джордж Доул.
Чотири комплекти нагород були розіграні серед борців греко-римського стилю. По золотій медалі здобули Угорщина (Ріхард Вейс), Фінляндія (Вернер Векман), Італія (Енріко Порро) та Швеція (Фрітьоф Мортенессон). Векман здобув золоту у поєдинку зі своїм земляком Юрйо Саарелою.

#### Велоспорт
Загалом було розіграно сім комплектів нагород; змагання відбулися на велосипедному треку в середині «Вайт Сіті Стедіум». П'ять комплектів здобули представники країни-господарки. Водночас британці мали своєрідну перевагу перед іншими учасниками. Річ у тім, що на час проведення велосипедних змагань ішли сильні дощі, звичні для британців, і некомфортні для інших представників. «Спортінг Лайф» навіть писав, що «затоплений трек був радше правилом, аніж винятком». Цікавим моментом було те, що для ряду змагань застосовували метричну систему, а для інших — одиниці, які використовують у Британській імперії (наприклад, спринт на 660 ярдів та перегони на 2000 метрів).
Єдину «небританську» золоту медаль здобули французи в спринті в тандемі на 2000 метрів. Сьомий комплект нагород у спринті на 1000 метрів хоча й розігрувався, проте через перевищення допустимого часу ніхто не отримав медалей (згідно з даними офіційної доповіді золоту медаль мав би отримати француз Моріс Шіль).

#### Легка атлетика
Легкоатлетичний турнір був наймасштабнішою частиною ігор: у ньому взяли участь 430 спортсменів з 21 країни. Проводились змагання суто між чоловіками. Було розіграно 26 комплектів нагород. 16 золотих медалей виграли атлети зі США, господарі змушені були задовольнитися лише сімома перемогами, дві золоті нагороди здобув швед Ерік Леммінг (обидві в метанні списа), ще по одній золотій медалі здобули канадець Боббі Керр (біг на 200 м) та південноафриканець Реджі Уокер (біг на 100 м).

Сам турнір був надзвичайно багатий на події. Зокрема марафон під час цієї Олімпіади вперше набув стандартного вигляду. Спочатку планувалося, що спортсмени мали пробігти 42 км та 379 м від Вінздору до королівської ложі на стадіоні. Вбігати атлети мали через королівські ворота. Однак, як пізніше виявилося, останні відкривалися суто для карети монарха і через питання безпеки було вирішено організувати вступ атлетів в чашу стадіону через інші ворота, які знаходились дещо ближче. Загальна довжина марафону становила таким чином 42 км 195 м і від Олімпіади в Антверпені офіційно була прийнята за стандарт. Марафон також запам'ятався трагічним виступом італійця Дорандо П'єтрі, який хоч і першим вбіг на стадіон, був настільки виснаженим, що декілька раз падав на шляху до фінішу і перетнув його лише завдяки допомозі людей поряд. Через це він був дискваліфікований, а золоту медаль отримав представник США Джонні Гейс.

#### Водне поло
Заявки на участь у турнірі подали вісім команд, проте одразу дві команди — Угорщина та Австрія — не зіграли жодного матчу. У зв'язку з цим Швеція одразу потрапила до півфіналу, а Велика Британія — аж до фіналу.
15 липня у чвертьфіналі Бельгія обіграла Нідерланди з рахунком 8:1. 20 липня вона ж виграла у Швеції у півфінальній зустрічі з результатом 8:4. У фіналі 22 липня Бельгія змагалась зі збірною Великої Британії, яка через відсутність суперників вийшла у фінал напряму, і програла господарям турніру з рахунком 2:9.

#### Вітрильний спорт
Змагання з вітрильного спорту проходили у два етапи: під час основного етапу Олімпіади та по її завершенню. З 27 по 29 липня розігрувалися комплекти нагород у класах «6 метрів», «7 метрів» та «8 метрів». Усі змагання проходили у містечку Райд (острів Вайт) на базі яхт-клубу «Роял Вікторія». Змагання у класі «12 метрів» відбулися 11 та 12 серпня у Ферт-оф-Клайд, на базі яхт-клубів «Роял Клайд» та «Клайд Корінтіан», розташованій в тутешньому селищі Гантерз Квей. Це були єдині олімпійські змагання, котрі відбулися на території Шотландії. Були заплановані змагання у класі «15 метрів», однак вони так і не відбулися.
Усі золоті медалі виграли представники Великої Британії. У «12 метрах» змагалися лише дві команди, обидві з цієї країни. У «7 метрах» мали брати участь дві команди, однак у море вийшов човен лиш однієї (британської) команди. У «6 метрах» срібло та бронзу взяли команди з Бельгії та Франції відповідно, а у «8 метрах» — шведська та ще одна британська команди.

#### Перетягування канату
У змаганнях брали участь збірні Швеції та США, а також три команди з Великої Британії, які не були «збірними» у класичному розумінні цього слова, а представляли Поліцію Лондонського Сіті, Ліверпуля та окреме відділення «K» міської поліції Лондона. Планувалась участь національних команд Німеччини та Греції, однак вони так і не з'явились. Усі три медалі виграли «поліцейські» команди: золото дісталось лондонській поліції, срібло — ліверпульській, бронза — відділенню «K».
Турнір не пройшов без скандалів. США програли у першому матчі команді Ліверпулю, але подали скаргу, звинувачуючи британців у нечесній грі. Річ у тім, що правила строго забороняли використовувати будь-яке спеціально підготовлене взуття (тобто без шипів, пластин, звичного розміру тощо), поліцейські ж вийшли у звичному для них взутті великого розміру, зі сталевими пластинами на п'ятах. Попри протести американців, судді визнали легальність дій ліверпульської команди, остання ж була обурена такими звинуваченнями та сумнівами у своїй чесності.

#### Плавання
Змагання проводились у шести дисциплінах, суто серед чоловіків. Загалом участь взяло 100 плавців з 14 країн світу, у підсумку представники 8 країн взяли хоча б одну медаль. Усі водні змагання (плавання, поло, стрибки у воду) проходили у спеціально виритому басейні у чаші «Вайт Сіті Стадіум». Його довжина становила 100 м, що удвічі довше за сучасний олімпійський стандарт. Саме під час лондонських ігор, а саме 19 червня, представники Англії, Уельсу, Швеції, Ірландії, Бельгії, Фінляндії, Німеччини, Угорщини, Франції та Данії заснували Міжнародну федерацію плавання (FINA).
Звання головної персони турніру здобув британець Генрі Тейлор, який завоював три золоті медалі: дві в індивідуальних змаганнях (400 м та 1500 м вільним стилем) та одну командну в естафеті 4x200 м вільним стилем. Американець Чарльз Денієлс переміг у запливі вільним стилем на 100 м, німець Арно Біберштайн — в запливі на 100 м на спині, а британець Фредерік Голмен — на дистанції 200 м брасом.

#### Стрибки у воду
39 учасників з 9 країн світу боролися за два комплекти нагород. Офіційні змагання проводились лише серед чоловіків, жіночі змагання мали показовий характер.
У змаганнях зі стрибків із платформи, спортсмени виконували стрибки як з 5 м, так і з 10 м. Усі медалі виграли представники Швеції: золото здобув Яльмар Юганссон, срібло — Карл Мальмстрем, а бронзу — Арвід Спонґберґ.
На п'єдестал стрибків із дошки (спортсмени стрибали з висоти 1 м та 3 м) ступило одразу чотири учасники турніру. Представники Німеччини Альберт Цюрнер, Курт Беренс та Готтлоб Вальц здобули золото, срібло та бронзу відповідно. Американець Джордж Ґайдзік, у якого була однакова з Вальцом сума балів, також отримав бронзову медаль.

#### Спортивна гімнастика
За кількістю учасників гімнастичні змагання були доволі масштабною подією, адже в турнірі взяли участь 325 чоловіків. Однак, вони боролися лише за два комплекти нагород: індивідуальні та командні. Останній факт пояснює таку велику кількість учасників. Змагання між жінками офіційно не проводилися, однак достеменно відомо про низку показових виступів, між якими були й виступи жіночих команд з Великої Британії, Норвегії, Швеції та Данії.
Індивідуальне золото здобув італієць Альберто Бралья (на наступних іграх він здобуде ще дві золоті нагороди), командне — збірна Швеції. Існує інформація, що «золото» у  командних змаганнях існувало лише на папері для заліку, а шведські спортсмени отримали срібні медалі. Аналогічно, замість срібних медалей, норвежці, які посіли друге місце, отримали бронзові нагороди. Третє місце (фіни) медалей не отримували.

#### Стрільба
Загалом на олімпійському турнірі було розіграно 15 комплектів нагород. Змагання з більшості дисциплін проводилися з 9 по 11 липня на території Національного стрілецького центру в Бізлі; єдиним винятком стала стендова стрільба, у якій змагалися з 8 по 11 липня в Лондоні.
Представники семи націй здобули хоча б одну медаль. Найуспішнішими виявилися представники країни-господарки ігор, що загалом додали до скарбнички Великої Британії 21 медаль, з них 6 — найвищого ґатунку. Зокрема британці святкували успіх в стрільбі з гвинтівки на 1000 ярдів, та в усіх змаганнях у стрільбі з малокаліберної гвинтівки: індивідуальному турнірі у стрільбі в трьох позиціях (лежачи, з 50 та 100 ярдів), у командній — у двох позиціях (50 та 100 ярдів), у стрільбі по рухомій мішені та стрільбі по мішені, що зникає (обидві з відстані 25 ярдів). Золота медаль також дісталася збірній господарів в траншейній стендовій стрільбі (трапі).
Три золоті медалі для особистого заліку здобули США. Так, у стрільбі з армійської гвинтівки з шести позицій серед команд (200, 500, 600, 800, 900, 1000 ярдів) вони обійшли господарів Олімпіади. Волтер Вільям Вайненс був найкращим у змаганнях зі стрільби по рухомій мішені подвійними пострілами, а Чарльз Екстелл, Ірвін Калкінс, Джон Дітц та Джейм Горман були першими в командній стрільбі з пістолета з 50 ярдів.
Дві золоті у свій актив занесла Норвегія та Швеція, по одній — Канада та Бельгія.

#### Стрільба з лука
У змаганнях зі стрільби з лука брали участь і чоловіки (32 особи, боротьба відбувалася за 2 комплекти нагород), і жінки (25 осіб, 1 комплект нагород). Здебільшого учасники представляли країну-господарку Олімпіади, хоча участь взяли також декілька французів та один американець, який заразом виявився наймолодшим учасником цього турніру.
В стрільбі з лука в подвійному йоркському колі перемогу здобув Вільям Дод. Друге місце посів його земляк Реджинальд Брукс-Кінг, а американець Генрі Річардсон — третє. У змаганнях в континентальному колі золоту медаль отримав француз Ежен Грізо, срібло та бронза також дісталася французам — Луї Верне та Густаву Кабаре.
Жінки змагалися в подвійному національному колі. Перше місце посіла Сибіл Ньювелл, друге — Лотті Дод, третє — Беатрис Гілл-Лоу.

#### Фехтування
Було проведено п'ять змагань у цьому виді спорту, проте лише в чотирьох з них розігрувалися комплекти нагород. Фехтування на рапірах не розглядалися організаторами як «спортивне дійство, що кращає під час змагань», тоже турнір з використанням цього виду зброї провели лише як показовий.
По два комплекти, індивідуальний та командний, розігрувалися в фехтуванні на шаблях та на шпагах. Турнір проводився на спеціально побудованому майданчику просто неба поблизу головного стадіону. Угорець Єне Фухс найкраще з усіх орудував шаблею і здобув золоту медаль в особистому заліку, а пізніше допоміг і своїй національній команді здобути звитягу у фіналі проти Італії. Подібною виявилися ситуація зі шпагами: француз Гастон Алібер був найкращим в індивідуальних змаганнях, а опісля став двократним олімпійським чемпіоном у складі збірної Франції.

#### Водномоторний спорт
Змагання спочатку планували на липень, але змістили на серпень через неможливість деяких учасників (Г'ю Гросвенор, 2-й герцог Вестмінстерський та Томас Скотт-Елліс, 8-й барон Говард де Вальден) прибути на змагання.
У турнірі взяли участь представники Франції та Великої Британії. Планувалося розіграти комплекти нагород у трьох класах (відкритий клас, клас до 60 футів та клас 6,5—8 метрів), але через погодні умови до фінішу у кожному класі дістався лише 1 човен.
У відкритому класі перемогу здобула французька команда, а у двох інших — британська команда в складі Бернарда Редвуда, Томаса Торнікрофта та Джона Філда-Річардса.

#### Бокс
Усього розігрувалося п'ять комплектів нагород у п'яти вагових категоріях: легшій вазі (до 52,6 кг), напівлегкій вазі (до 57,2 кг), легкій вазі (до 63,5 кг), середній вазі (до 71,7 кг) та важкій вазі (понад 71,7 кг). На відміну від сучасних турнірів, де бронзові медалі вручаються обом учасникам, що програли у півфіналі, у 1908 році вручалась лиш одна бронзова медаль. Цей турнір був єдиним в олімпійській історії, коли всі поєдинки відбулися в один день.
Усього змагалися 42 учасники з 4 країн: 32 британці, 7 французів, 2 данці та 1 представник Австралазії, Реджинальд Бейкер. Останній став єдиним небританським медалістом на турнірі, здобувши срібло у середній вазі, усі інші медалі були завойовані боксерами-господарями Олімпіади. Чемпіонами стали Альберт Генрі Томас (до 52,6 кг), Річард Ганн (до 57,2 кг), Фредерік Грейс (до 63,5 кг), Джонні Дуглас (до 71,7 кг) та Альберт Олдман (понад 71,7 кг).

#### Лакрос
Три команди мали намір змагатися на олімпійському турнірі: Велика Британія, Канада, чинний чемпіон, та Південна Африка, яка врешті-решт відмовилась від початкового задуму. Таким чином весь турнір складався лише з одного матчу, у якому канадці перемогли господарів з рахунком 14:10 та завоювали друге поспіль золото Олімпійських ігор. Оскільки у майбутньому лакрос проводився на іграх лише як показовий вид спорту, ця золота медаль стала останньою в історії, зробивши Канаду єдиним олімпійським чемпіоном з лакросу за всю історію ігор.

#### Регбі
Відповідно до початкових задумів, у турнірі з регбі мали змагатися вісім команд: Австралія, Англія, Уельс, Ірландія, Шотландія, Нова Зеландія, Південна Африка, Франція, чемпіон попередніх ігор. Однак, лиш Австралія, Англія та Франція прийняли запрошення організаторів та подали заявки на участь. За тиждень до початку олімпійського турніру Франція вирішила відмовитися від участі, тож весь турнір складався з одного матчу, у якому команда Австралії перемогла господарів з рахунком 32:3.

#### Футбол
ФІФА класифікує футбольний турнір на Олімпіаді 1908 року як перший офіційний. Позиція МОКу є протилежною: офіційна історія футбольних турнірів на Олімпіадах бере свій початок у Парижі 1900 року.
Для участі на Олімпіаді свої заявки подали восьмеро команд: Угорщина, Богемія, Данія, дві команди від Франції, Швеція, Нідерланди та Велика Британія — але перед початком турніру Угорщина та Богемія знялися зі змагань. Сам турнір проводився з 19 по 24 жовтня. Фіналістами турніру стали збірні Данії та Великої Британії. Перші розгромили по черзі обидві команди Франції (рахунок матчу з Францією Б 9:0, а з Францією А у півфіналі — 17:1, при цьому десять голів забив один гравець — Софус Нільсен). Велика Британія спочатку перемогла Швецію — 12:1 — а опісля завдала поразки Нідерландам — 4:0. У фіналі збірна Великої Британії перемогла збірну Данії з рахунком 2:0. У матчі за бронзові медалі, який відбувся днем раніше, перемогу здобула збірна Нідерландів (2:0 над шведами).

#### Фігурне катання
Фігурне катання на IV Олімпіаді стало першою «зимовою» дисципліною, яка коли-небудь була представлена на головних іграх чотириріччя. Окрім того, це був один з небагатьох турнірів у Лондоні, у якому брали участь як чоловіки, так і жінки, а також змішані дуети. Чоловіки розігрували два комплекти нагород: в індивідуальному турнірі, та у змаганнях «Спеціальні фігури», під час якого слід було «намалювати» на ковзанці спеціальні траєкторії-фігури. Жінки боролись за індивідуальні нагороди, а також були змішані змагання.
Переможцем у чоловічому персональному заліку став швед Ульріх Сальхов, а олімпійською чемпіонкою — господарка Мардж Сайєрс. У змішаних змаганнях перемогу здобула німецька пара у складі Анни Гюблер та Гейнріха Бургера. Четверте «золото» здобув представник Росії Микола Панін-Колемкін. Це золото стало першим олімпійським тріумфом в історії Росії та єдиним на Олімпіаді в Лондоні.

#### Хокей на траві
У дебютному для Олімпіад турнірі взяли участь шість команд: дві з континентальної Європи (Франція та Німеччина) та чотири команди з кожної частини країни-господарки ігор (Англія, Шотландія, Уельс та Ірландія). Самі змагання складалися з попереднього раунду, півфіналу та фіналу.
Спочатку сильнішого визначили Німеччина та Шотландія. Шотландська команда пройшла далі, закинувши чотири голи та не пропустивши жодного. Далі Англія розгромила Францію 10:1. Таким чином у півфіналі зустрілися лише «острівні» команди: Англія та Шотландія повинні були зіграти між собою, а команди Уельсу та Ірландії, котрі дійшли до цього етапу автоматично — між собою. У першій парі сильнішою виявилася Англія, яка закинула у ворота суперників шість голів, а пропустила лише один. У другій парі перемогу здобула Ірландія з рахунком 3:1. У фіналі сильнішою виявилася Англія, кінцевий рахунок становив 8:1 на її користь. Хоч команди представляли різні частини Великої Британії, усі здобуті медалі у заліку зараховувалися їй.
Між півфіналами та фіналом «континентальні» команди провели між собою товариську зустріч. Мінімальну перемогу здобули німці, закинувши єдиний гол ще на першій хвилині матчу.

### Церемонія нагородження та закриття
Церемонія нагородження відбулася 25 липня, одразу опісля завершення усіх основних легкоатлетичних змагань. На початку організатори планували залучити до вручення медалей короля, але опісля скандалу з Роузом він відмовився від участі, натомість це право перейшло до королеви Олександри. Королева вручала золоті медалі, срібні медалі спортсмени отримували з рук Віолет Меннерс, герцогині Ратлендської, бронзові медалі та спеціальні дипломи для атлетів, які хоч і не посіли призове місце, але продемонстрували високий рівень боротьби під час змагань, нагороджувала Катерін Кавендіш. Леді Десборо вручала пам'ятні медалі. Кожній жінці асистували члени Британської олімпійської асоціації та МОКу. Королева також вручала спеціальні кубки для деяких дисциплін. Спеціальним золотим кубком, яким був копією кубка, що отримував переможець марафону, був нагороджений і Дорандо П'єтрі. Загалом було роздано приблизно 1320 усіляких нагород.
Церемонії закриття у її сучасному вигляді не було. Натомість в останній день ігор близько 450 людей з-поміж організаторів та спортсменів зустрілися на бенкеті в одному із ресторанів Лондона та відсвяткували успішне завершення змагань.

## Політика

### Англо-американське протистояння

#### Передумови
Британська імперія була піонером в промисловій революції, що допомогло їй сильно розбагатіти та наростити свій вплив у світі. Вона володіла найбільшим морським флотом і контролювала значну частину морів, через що особливо популярною стала фраза з пісні Джеймса Томпсона «Прав, Британіє, морями...» (Rule, Britannia! rule the waves...). Лондон став найбільшим містом та фінансовим центром світу. У Європі Британія значною мірою визначала континентальну політику, за що період між XIX ст. та початком XX ст. називають Pax Britannica («Британський мир»). Саме тому британці сподівалися на Олімпіаді 1908 року продемонструвати свою культурну та спортивну перевагу і ще раз підтвердити своє реноме передової країни планети.
Однак наприкінці XIX ст. свій економічний та політичний вплив почали нарощувати США, до певної міри Британська імперія навіть визнала верховенство США у західній півкулі. «Вибух» виробництва зробив зі США потужного експортера, чиї товари навіть наводнили ринок Британії, спричинивши переживання серед деяких журналістів, щодо можливої американізації імперії. Беручи до уваги ще й складну спільну історію (війна за незалежність США від імперії), республіканський устрій США проти монархічного імперії та велику роль ірландців у формуванні та функціонуванні легкої атлетики в США, було зрозуміло, що конфлікт між двома державами неминучий.
Суперечкам сприяла і сама організація ігор. Наприклад, американців обурювало, що усі змагання на іграх судили місцеві судді. Вони вбачали в цьому ризики упередженості. Також США вже довгий час намагалися наростити більший вплив у олімпійському міжнародному русі та зменшити роль де Кубертена, однак, беручи до уваги те, що лорд Десборо був його другом, їм цього не вдалося.
Ще одним фактором напруженості була різниця в поглядах на саму систему спорту. Британці були переконаними прихильниками аматорського підходу, у той час, як американці використовували останні досягнення науки задля поліпшення спортивних результатів. Такий підхід у багато чому лякав та обурював британців, адже Олімпіада проводилась насамперед заради участі, підтримки спортивного духу, дотримання аматорського підходу та культивування міжнародної дружби. Американський підхід оцінювався як «спорт заради спорту» і розцінювався як дуже небезпечний прецедент. Американці ж не приховували своїх поглядів і не вбачали у цьому нічого поганого, підтвердженням цьому можуть виступати слова одного з американських журналістів:
|  | Ми не беремо участі заради участі чи задля покращення нашої фізичної форми, ми беремо участь, щоб виграти, щоб прийти першими, щоб перевершити наших сусідів.Оригінальний текст (англ.) We do not play for the sake of playing, or for the betterment of our physical condition, we play to win, to come out first, to excel our neighbors. |

Ще одним фактором ворожості між країнами було велике представництво ірландців у збірній США, які зчаста мали антибританські погляди. Джеймс Едвард Салліван, президент Аматорського атлетичного союзу США, керівник американської олімпійської делегації в Лондоні та етнічний ірландець, постійно оскаржував результати змагань, а своїми заявами напряму натякав на нечесність локальних суддів та неприязнь британців загалом:
|  | Вони насміхаються з нас. Вони насміхаються з нашого прапору. Вони поводяться жорстоко, неблагородно та абсолютно нечесноОригінальний текст (англ.) They taunted us in every conceivable way. They ridiculed our flag . . . Their conduct was cruel, unsportsmanlike, and absolutely unfair |

Гаррі Портер, ірландський американець та переможець у стрибках у висоту на цій Олімпіаді вторував Саллівану:
|  | Майже у кожному турніру хлопці змагалися не тільки з іншими учасниками, але ще й зі упередженням суддів. Мабуть, вони не судили свідомо нечесно, але давала про себе знати їхня ворожість до Америки, а тому вони вже не могли володіти собоюОригінальний текст (англ.) In nearly every event the boys had to compete not only against their competitors but against prejudiced judges. The judges may not have been intentionally unfair, but they could not control their feelings which were antagonistic to the Americans |

#### Скандали
Скандали розпочалися одразу з моменту церемонії відкриття: відсутній прапор США став образою для американців, а відмова американським прапороносцем схилитися перед англійським королем спричинила відмову останнім відвідувати церемонію нагородження. Ще одним каменем спотикання виявилась система підрахунку переможця у загальному заліку. Хоча жодного офіційного «підрахунку» ніхто не вів, де-факто кожна команда хотіла завоювати якомога більше медалей, щоб показати свою вищість. Британці вирішили рахувати медалі усіх змагань (хоча атлетичні змагання залишалися найпрестижнішими, а перемога в них — найбільш жаданою), як тих, які проходили на «Вайт Сіті Стедіум», так і тих, що відбувались поза ним. Американці, які брали участь майже суто в легкоатлетичних змаганнях, наполягали, щоб враховувались медалі тільки з цих дисциплін. Розлючені відмовою змінювати систему, американці задля свого інтересу рахували тільки легкоатлетичні медалі, даючи за золоту 5 балів, за срібну — 3, а за бронзову — 1 бал.
Через престижність легкоатлетичного турніру, майже всі скандали були пов'язані з ним. Так, при перетягуванні канатів американська сторона подала протест на участь команди з Ліверпулю, адже ті вийшли у взутті зі шипами, а регламентом спеціальне взуття було заборонене. Втім, позов був відхилений, адже таке взуття вважалося частиною повсякденної поліцейської форми. Продовжились скандали під час жеребкування учасників бігу на 800 м. Північноамериканська команда була обурена тим, що одразу три їхні бігуни потрапили в один забіг (таким чином зменшувалися шанси США на золоту медаль). Гігантський скандал розгорівся в бігу на 400 м, у якому змагалися три американські та один британський легкоатлети. Джон Карпентер, представник США, хоч і прибіг першим, був дискваліфікований, адже, на думку суддів, він блокував британця Віндема Галсвелла. Карпентер був недопущений до повторного забігу, а його земляки на знак протесту відмовились бігти ще раз. Таким чином, Галсвелл біг по доріжці у повній самоті.
Одразу два протести американська делегація подала під час проведення марафону. Спочатку була спроба добитися дискваліфікації канадського бігуна, який в США вважався професіоналом, але оскільки статус аматора визначався місцевими асоціаціями кожної з країн-учасниць, то протест був відхилений. Другою апеляцією американці добилися дискваліфікації італійця Дорандо та присудження перемоги в марафонському забігу американцю Гейсу, адже італієць перетнув фінішну лінію лише зі сторонньою допомогою, що було заборонено регламентом. Хоча медаль отримав Гейс, усю славу та співчуття — Дорандо. Британські газети захоплювалися жагою до перемоги останнього і критикували американців за неповагу до духу змагань. Видання «Екедемі» писало, що «якби Гейс був справжнім спортсменом, то він би неодмінно поступився перемогою Дорандо та став би найпопулярнішим атлетом у всьому королівстві...» (If he had been a sufficiently good sportsman to allow Dorando to retain the prize he would have been the most popular man in England...). Своєю чергою американське видання «Зе Букмен» такі заяви британців розцінювала як лицемірство, вважаючи, що якби слідом за Дорандо біг не американець, а англієць, то ніхто б італійцю не допоміг і перемогою не поступився б.

### Англо-німецьке протистояння
Хоча головним суперником у спортивному сенсі для Британії на іграх були США, у політиці, особливо беручи до уваги географічну близькість — Німеччина.
Німецька імперія, яка постала 1871 року, дуже швидко нарощувала військовий та економічний вплив в Європі, а також у ній спостерігався справжній демографічний вибух. Суперництво з Британською імперією було неминуче. Крім того, поразки Британії на деяких міжнародних спортивних змаганнях породили роздуми про те, що німецька нація фізично досконаліша, ніж англійці.
У 1908 році англо-німецьке протистояння на військовому рівні загострилося. Газети у своїх оглядах ігор постійно знаходили місце для Німеччини, але описували не так спортивну сторону, оскільки німецькі спортсмени все ж не були успішними, як силу військ, підводних човнів, розвиток авіації, оскільки паралельно з Олімпіадою стосунки країн стрімко гіршали. Все це, на думку Люка Гарріса, котру він виклав у своїй монографії «Britain and the Olympic Games, 1908-1920: Perspectives on Participation and Identity», вказувало на страх британців перед початком війни. Олімпіада в Лондоні була серед всього іншого можливістю підтвердити свою вищість над таким важливим опонентом. Опісля завершення усіх змагань німецькі атлети виграли лише 13 медалей, 3 з яких були золотими, і практично ніяк не проявили себе у легкій атлетиці. Остання була надважливою для господарів, хоча, у порівнянні з командою США, вони виступили слабо. Саме невдалі результати Німеччини, на думку оглядача в «Байстендер», були єдиною розрадою для британців. Це зайвий раз підтверджувало, наскільки важливим для британців був спорт, хоча його цінність була піддана сумніву в статті в «Рев'ю ов Рев'юз»: на думку автора, допоки молоді люди Англії люблять витрачати вільний час на перегляд спортивних ігрищ, німці більше працюють і відкривають прибуткові справи, тим самим посилюючи Німеччину. Втім, опісля лондонських ігор роль спорту, як засобу для самоствердження, різко зросла і серед німців.

### Ірландський націоналізм
Початок XX століття ознаменував підйом ірландського націоналізму та сепаратистського руху. Через це ірландці прагнули мати свою окрему команду на олімпійському турнірі. Іншою частиною такої мотивації були успіхи ірландських атлетів під час Позачергових ігор 1906 року, коли вони здобули більшість золотих медалей британської збірної в атлетичних дисциплінах. Під час цих ігор відбувся інцидент: Пітер О'Коннор зірвав прапор Великої Британії, натомість повісив зелений прапор з кельтським написом «Erin go Braugh’» — «Ірландія назавжди».
1907 року Роджер Кейсмент виступив з проханням офіційно сформувати та визнати Ірландський Олімпійський комітет, однак МОК не дозволив їм цього. Британський олімпійський комітет надавав перевагу створенню однієї панбританської команди. Це викликало велике незадоволення в ірландців, які не хотіли бути в одній команді з британцями. Виникло так зване «ірландське питання», яке породило велику кількість скандалів. Англійці намагалися усіляко згладити кути, аби уникнути бойкоту ірландців, змінили назву команди на «Велика Британія та Ірландія» та дозволили окремо змагатися ірландським командам у турнірах з хокею на траві та поло, однак загалом не звертали уваги на бажання ірландців. На прагнення до окремості не зважали й міжнародні спортивні організації: ФІФА заборонило участь у турнірі, аргументуючи це тим, що тоді вони б мали дозволити мати окремі команди 26 народам Австро-Угорської імперії чи 16 німецьким народам. МОК відхилив ірландські прохання про участь у турнірах з легкої атлетики та веслування, хоча англійці початково не опиралися цьому. Через це Гельська атлетична асоціація, ірландська організація, що популяризує та керує гельськими іграми, заборонила своїм учасникам брати участь на Олімпіаді у складі Великої Британії. 
Ірландці також винили англійців у Великому голоді та масовій еміграції земляків до США та інших країн. Велика кількість американських легкоатлетів були або ірландського походження, або членами Ірландсько-Американського атлетичного клубу. Такими зокрема були олімпійські чемпіони Мартін Шерідан (метання диска), Джон Фленаган (метання молота), Патрік Макдональд (штовхання ядра), Гаррі Портер (стрибки у висоту), Мел Шеппард (біг на 800 метрів, 1500 метрів та змішана естафета). Джеймс Едвард Салліван, керівник американської олімпійської делегації, був етнічним ірландцем. Ральф Роуз не був ірландцем, але спортивні історики вважають, що його небажання схилити прапор перед королем пов'язане зі сильним впливом етнічних ірландців у американській делегації. Особливо антибританські настрої проявляли «ірландські кити» (англ. Irish Whales) — група успішних метальників ваги, серед яких були Фленеган та Шерідан. Циркулювали чутки, що ще один «кит» — Метью Джон Мак-Грат — погрожував травмувати Роуза, якщо він схилить прапор. У складі збірної Канади також був помітний «ірландський слід». Наприклад, Роберт Керр був етнічним ірландцем та виграв забіг на 200 метрів. Допуск Тома Лонгбота, етнічного онондага, члена Ірландсько-Канадського атлетичного клубу та професійного спортсмена, до участі в марафоні на аматорський Олімпійський іграх попри протест американців був однією з основних причин їхньої неприязні до британських суддів.  

## Медальний залік
| № рейтингу | Країна            | Золоті | Срібні | Бронзові | Кількість медалей |
| 1          | Велика Британія   | 56     | 51     | 39       | 146               |
| 2          | США               | 23     | 12     | 12       | 47                |
| 3          | Швеція            | 8      | 6      | 11       | 25                |
| 4          | Франція           | 5      | 5      | 9        | 19                |
| 5          | Німеччина         | 3      | 5      | 5        | 13                |
| 6          | Угорщина          | 3      | 4      | 2        | 9                 |
| 7          | Канада            | 3      | 3      | 10       | 16                |
| 8          | Норвегія          | 2      | 3      | 3        | 8                 |
| 9          | Італія            | 2      | 2      | 0        | 4                 |
| 10         | Бельгія           | 1      | 5      | 2        | 8                 |
| 11         | Австралазія       | 1      | 2      | 2        | 5                 |
| 12         | Російська імперія | 1      | 2      | 0        | 3                 |
| 13         | Фінляндія         | 1      | 1      | 3        | 5                 |
| 14         | ПАР               | 1      | 1      | 0        | 2                 |
| 15         | Греція            | 0      | 3      | 1        | 3                 |
| 16         | Данія             | 0      | 2      | 3        | 5                 |
| 17         | Богемія           | 0      | 0      | 2        | 2                 |
| 17         | Нідерланди        | 0      | 0      | 2        | 2                 |
| 19         | Австрія           | 0      | 0      | 1        | 1                 |
| Джерело:   |                   |        |        |          |                   |

## Після ігор

### Миттєві оцінки
Оцінки ігор одразу після їхнього завершення коливалися від негативних до позитивних. Організатори ігор загалом та лорд Десборо зокрема отримали похвалу за свої зусилля. З іншого боку, велика кількість протестів та неоднозначне суддівство не залишились непомітними.
Французьке видання «Ле Фігаро» відзначило силу британських спортсменів, але вказало на відсутність безпристрасності у суддів. Подібна думка звучала і на сторінках віденського «Цайту»: змагання були захопливими, але суддівство зіпсувало враження від ігор. Шведські газети були обурені рішеннями рефері щодо їхнього борця та відсутністю реакції на подані протести. Данські видання взагалі вказали на відсутність «краси та здоров'я» під час марафону. Одне видання написало, що Олімпіада «розпочалась розчаруванням, а завершилась скандалом». З іншого боку норвезькі видання назвали ігри «абсолютним успіхом».
Головний бій розгорнувся на шпальтах британських та американських видань. Перші, хоч і не заперечували певних недоліків, загалом дуже високо оцінювали організацію та виступ британських спортсменів. Американці вважали, що організатори були дуже несправедливими щодо них, але попри це твердо вірили, що вони є головними переможцями Олімпіади.
Наприклад, лондонський «Таймс» в одній зі статей вказував, що наївно очікувати відсутність помилок чи скандалів на подіях такого масштабу. Це видання, а також низка інших, як-от «Дейлі Ньюз» та «Дейлі Ікспрес», наголошували на тому, що британські спортсмени перемогли в загальному медальному заліку. Однак, той же «Таймс» погоджувався, що британцям є чому повчитися в американців. «Байстендер» з гіркотою вказував, що Олімпіада «спричинила більше ворожнечі між мирними націями, ніж усі дипломатичні події за останні 10 років». «Татлер» вважав, що низка суддів на перше місце ставили патріотизм, а неупередженість — на друге. Ірландські газети юніоністичного спрямування, як-от «Норзерн Віґ» чи «Белфаст Віклі Ньюз» всіляко вихваляли вищість британських спортсменів, у тому числі ірландців.
«Нью-Йорк Таймс» назвав Олімпійські ігри «провалом». Однак надалі на сторінках того ж видання один з функціонерів американської делегації похвалив лорда Десборо за виконаний об'єм праці. Головною проблемою він бачив поведінку британських спортивних асоціацій та місцевих суддів, особливої критики отримала Асоціація аматорської атлетики Англії. Пізніше Салліван вказав на необхідність створення єдиних міжнародних правил та надання кожній країні голосу в організації ігор. Щодо виступів американців, то місцева преса була одноголосною: американських атлетів оголосили переможцями всього турніру, адже уся увага в США була прикута виключно до легкої атлетики. Під час їхнього повернення був організований великий парад у Нью-Йорку. Націоналістична ірландська газета «Айріш енд Белфаст Ньюз» всіляко підкреслювала успіх американців та висміювала фізичний стан англійців. На думку видання, провал британців пояснювався загальною деградацією фізичної форми англійців. Як приклад, наводилися дані про те, що майже половина рекрутів до британської армії того року була визнана непридатною для служби. Автори «Айріш Індепендент» були незадоволені участю ірландців у складі як британської, так американської команди, адже їхні успіхи в історію ввійшли як успіхи Британської імперії чи США, а не Ірландії.

### Вплив на олімпійський рух
Попри скандали та певні проблеми з відвідуваністю на початку, Олімпіада 1908 року реанімувала олімпійський рух, зважаючи на те, що попередні два турніри не отримали належної уваги, перебуваючи у тіні світових виставок, з якими вони були пов'язані, а також страждали від організаційних промахів. Лондонські ігри прикували достатньо уваги громадськості, а низка нововведень повпливали на олімпійський рух загалом:
- це була перша Олімпіада, під час якої відбулася церемонія відкриття з парадом, надалі ця традиція закріпилася[77];
- уперше спортсмени представляли країни, а не клуби[77];
- уперше спеціально для потреб ігор був побудований стадіон[165];
- уперше змагання з плавання відбулися у спеціально створеному басейні, а не в природному водоймищі[165];
- уперше на іграх медалі вручалися трьом найкращим спортсменам у всіх змаганнях; до того не завжди три найкращі атлети отримували нагороду, інколи приз отримував лише переможець[166];
- уперше учасники офіційно були прив'язані до своїх національних команд; до того виступи були радше індивідуальними[77];
- по суті, лондонські ігри були також першою зимовою Олімпіадою, адже вперше були проведені змагання з декількох зимових видів спорту (перша зимова Олімпіада відбулась 1924 року)[77];
- уперше була прийнята Олімпійська хартія[77];
- велика кількість скандалів та суперечок зі суддями послужили поштовхом для створення єдиних міжнародних спортивних правил під егідою відповідних асоціацій та міжнародного суддівства на майбутніх іграх[167];
- на цих іграх уперше афро-американець здобув золоту медаль (Джон Тейлор(інші мови), змішана естафета)[168];
- ці ігри також визначили довжину сучасного марафону (42 км 195 м)[121].

Також перша лондонська Олімпіада подарувала світу одну з найвідоміших фраз, пов'язаних з олімпійським рухом: «головне не перемога, а участь». Слова приписують де Кубертену, однак натхненником для нього послужив єпископ філадельфійський Етелберт Талбот. 19 липня він, беручи участь у з'їзді англіканських єпископів у Лондоні, удостоївся честі вимовити промову на службі, на яку були покликані спортсмени та функціонери Олімпіади. Оскільки напруга між американською та британською делегаціями вже тоді яскраво проявлялася, він сказав наступне, наголошуючи на важливості чесної боротьби та миру, а не перемоги понад усяку ціну та скандалів:
|  | ...Єдиний безпечний шлях полягає у прикладі самої Олімпії: ігри самі по собі важливіші за заліки чи нагороди. Святий Павло вчить нас, наскільки незначними є ці призи, адже справжня нагорода не піддається тліну, а тому, хоча лише переможець може надягнути лавровий вінок, усі учасники здатні розділити радість від участі у змаганнях... Оригінальний текст (англ.) ...The only safety after all lies in the lesson of the real Olympia — that the Games themselves are better than the race and the prize. St. Paul tells us how insignificant is the prize, Our prize is not corruptible, but incorruptible, and though only one may wear the laurel wreath, all may share the equal joy of the contest...” |